# Легенда (жіночий футбольний клуб)
«Леге́нда» — український професіональний жіночий футбольний клуб із міста Чернігова. Заснований 1987 року на Чернігівському камвольно-суконному комбінаті зусиллями Михайла Ющенка, одного з перших організаторів професіонального жіночого футболу в Україні.
«Легенда» — один із найтитулованіших клубів у історії жіночого футболу України, серед досягнень якого — 6 чемпіонських титулів, 4 національні Кубки та Відкритий Кубок Італії — неофіційний жіночий аналог Ліги Європи УЄФА. Найкращий жіночий футбольний клуб України за підсумками перших двох десятиліть після відновлення незалежності, 5-разовий учасник Ліги чемпіонів. За підсумками виступів у єврокубках у сезонах 2001/02, 2003/04 та 2006/07 «Легенда» входила до числа 16 найкращих команд Європи.
Клуб мав найкращу школу підготовки молодих футболісток в Україні, яка виховала багатьох гравчинь національної збірної. Під час найбільших успіхів збірної України — виходу у фінальну частину чемпіонату Європи 2009, де вона посіла підсумкове 10-те місце, у її складі грали переважно вихованки «Легенди», а чернігівський стадіон імені Юрія Гагаріна на декілька років став домашньою ареною головної національної команди. П'ять гравчинь, що пройшли школу «Легенди», 12 разів визнавалися найкращими футболістками України — Дарина Апанащенко (7 разів), Ірина Зварич (двічі), Надія Баранова, Тетяна Чорна та Людмила Пекур. Шість вихованок чернігівської команди (Дарина Апанащенко, Надія Баранова, Віра Дятел, Алла Лишафай, Наталія Зінченко та Олена Ходирєва) стали фіналістками Ліги чемпіонів 2009 року.
Влітку 2018 року через фінансові проблеми «Легенда» припинила існування. На той час це був єдиний український жіночий футбольний клуб, що безперервно виступав у регулярних змаганнях починаючи з першого розіграшу чемпіонату СРСР 1989 року.

## Історія

### Заснування клубу та виступи в чемпіонаті СРСР (1986—1991)
У другій половині 1980-х років у СРСР розпочалося масове відродження жіночого футболу, який упродовж тривалого часу перебував під забороною. Ідея створення в Чернігові жіночої футбольної команди належить Михайлові Ющенку, працівнику Чернігівського камвольно-суконного комбінату, який активно розвивав спорт і тренував футбольну й хокейну команди підприємства. Дізнавшись про створення у різних містах Радянського Союзу жіночих футбольних команд, Михайло Федорович вирішив заснувати таку команду й у Чернігові. Поки функціонери камвольно-суконного комбінату розмірковували над його пропозицією, у вересні 1986 року Ющенко організував групу жіночого футболу та розпочав у ній навчання й тренування. Серед дівчат, які протягом осені почали підготовку під його керівництвом, була Наталія Ігнатович — майбутня рекордсменка «Легенди» за кількістю зіграних матчів. Наприкінці 1986 року керівництво комбінату вирішило поставити жіночу футбольну команду на баланс підприємства, а роком утворення «Легенди», яка спершу отримала назву СК «Полісся», вважається 1987. Улітку 1987 року команда зіграла свій перший товариський матч проти студенток факультету фізичного виховання Чернігівського педагогічного інституту та програла з рахунком 1:2. Проте невдовзі кілька дівчат, які навчалися на факультеті фізичного виховання, зокрема Світлана Петько й Наталія Авдонченко, перейшли до СК «Полісся» та значно підсилили команду.
У травні 1988 року команду перейменували на «Легенду». Нова назва походить від найменування однієї з найкращих марок тканини, що виготовлялися на камвольно-суконному комбінаті та призначалися для експорту. У жовтні 1988 року «Легенда» вперше взяла участь у офіційному турнірі — зональних змаганнях Української ради Добровільного фізкультурно-спортивного товариства профспілок. Програвши у стартовому матчі майбутньому дворазовому чемпіону СРСР баришивській «Ниві» з рахунком 1:2 (у складі «Легенди» з пенальті відзначилась Авдонченко), чернігівська команда зіграла внічию з київською «Ареною» (0:0) та обіграла сумський «Авангард» (3:0), і в підсумку посіла 3-тє місце в групі.
У березні 1989 року «Легенда» взяла участь у груповому етапі Всесоюзного турніру на приз щотижневика «Співрозмовник», де фінішувала на 5-му місці серед 7 команд. Потому чернігівську команду очікував старт у регулярному чемпіонаті. 1989 року відбувся розіграш чемпіонату Всесоюзного добровільного фізкультурно-спортивного товариства профспілок (ВДФСТП), що фактично був першим чемпіонатом СРСР серед жінок, проте через небажання Держкомспорту СРСР брати на себе зайве навантаження турнір організувала Федерація футболу профспілок СРСР. «Легенда» увійшла до числа 30 команд Вищої ліги, розділених на 3 зони. У своєму дебютному матчі в чемпіонаті СРСР, що відбувся 22 квітня в Чернігові на стадіоні імені Юрія Гагаріна, «Легенда» в присутності 2100 глядачів перемогла «Луганочку» з рахунком 3:0. Авторкою першого «хет-трику» в історії команди стала Світлана Кононихіна. Зональний етап «Легенда» завершила на 5-й позиції, а за результатами турніру за 13—18 місця, що відбувся в російському Адлері, посіла підсумкове 16-те місце серед 30 команд Вищої ліги чемпіонату СРСР. У листопаді після завершення регулярного чемпіонату «Легенда» вирушила на всеукраїнські змагання в Мукачево, де здобула свої перші нагороди — бронзові медалі першості Добровільного фізкультурно-спортивного товариства профспілок України.
1990 року «Легенда» першою серед жіночих команд СРСР отримала статус професіонального (за тодішньою термінологією — «госпрозрахункового») футбольного клубу. З футболістками почали укладатися контракти. У новому сезоні чемпіонат СРСР уперше проводився під егідою новоствореної Всесоюзної асоціації жіночого футболу. У своїй зоні «Легенда» посіла 7-ме місце з 12 команд, а в стиковому матчі за підсумкове 13-те місце серед 24 учасників Вищої ліги перемогла кишинівський «Кодру» з рахунком 3:1.
З 1990 року футболісток «Легенди» почали викликати до збірної СРСР. Першою з чернігівок запрошення отримала воротарка Світлана Петько, яка дебютувала за збірну навесні в товариському матчі проти чемпіона Європи 1987 року — Норвегії (0:0). У серпні 1990 року Петько у складі збірної СРСР взяла участь у турнірі «North American Cup», що проходив у США, а згодом разом зі ще однією «легендівкою», Наталією Авдонченко — у товариському турнірі в Китаї та в матчах проти збірної Франції в передмісті Парижа. Крім того, 3 травня 1990 року в Чернігові відбулася товариська зустріч збірних СРСР та УРСР, у якій перемогу з рахунком 4:0 здобула союзна команда. З футболісток «Легенди» СРСР у тому матчі представляла Світлана Петько, Україну — Наталія Авдонченко та Наталія Ігнатович.
Посівши в сезоні 1991 року 6-те місце серед 12 команд 1-ї зони, «Легенда» досягла свого найкращого результату за часів виступів у чемпіонаті СРСР — попри те, що стикові матчі між командами різних зон регламентом нового сезону вже не передбачалися, у разі їх проведення чернігівська команда змагалася б за 11-те підсумкове місце. У єдиному проведеному розіграші Кубка СРСР «Легенда» зупинилася на стадії 1/4 фіналу. За збірну СРСР упродовж останнього року її існування виступали 3 представниці Чернігова — Світлана Петько, Наталія Авдонченко та Наталія Ігнатович.
Загалом упродовж радянського періоду історії команди найбільше матчів у її складі в чемпіонаті та Кубку СРСР зіграли Світлана Петько, Любов Тищенко й Наталія Ігнатович — по 72. Найкращою бомбардиркою «Легенди» з 30 забитими м'ячами стала Віра Кобилецька.

### Чемпіонат України: перша «бронза» та здобутки молодіжної команди (1992—1996)

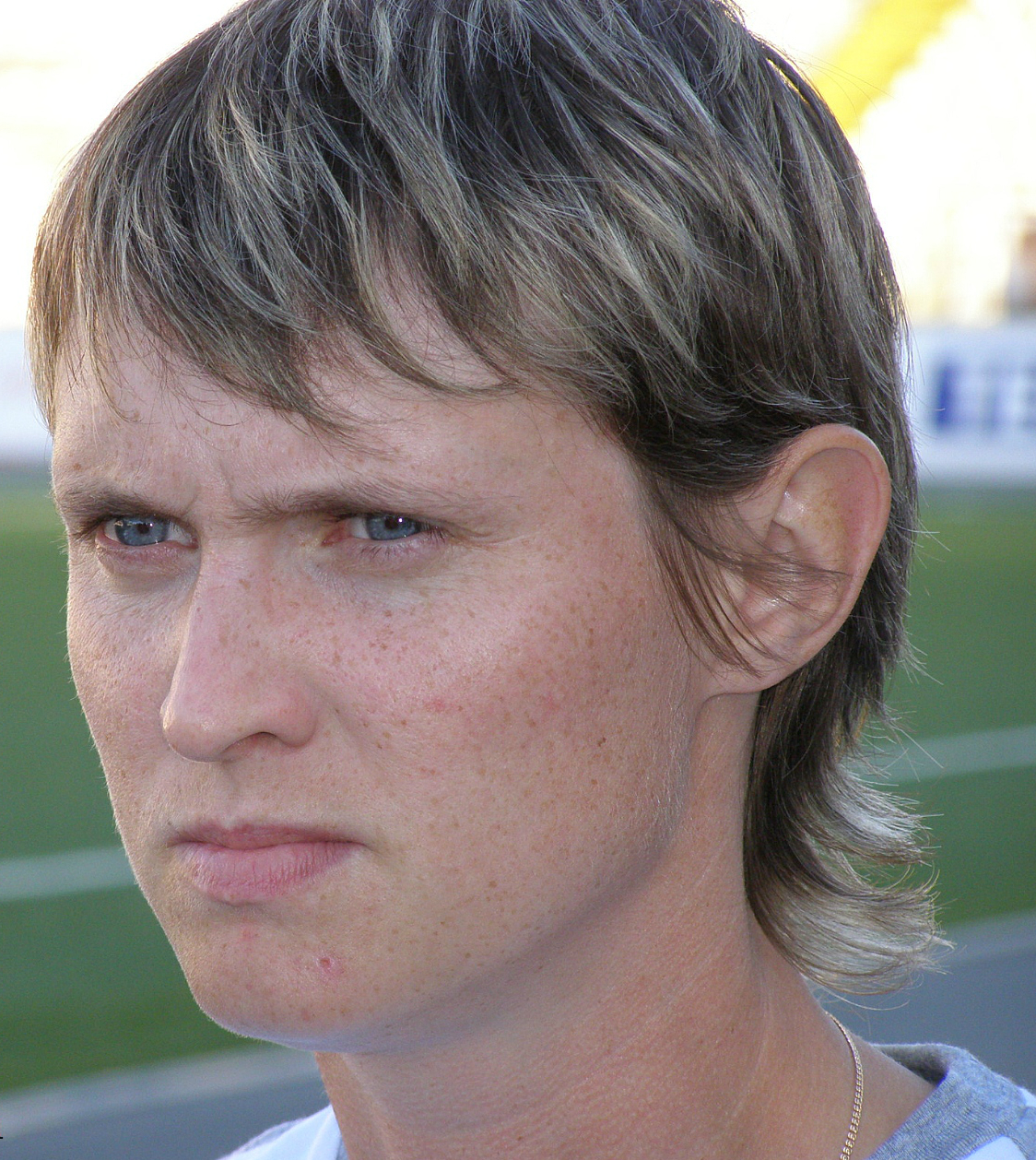
Майбутня фіналістка Ліги чемпіонів Наталія Зінченко дебютувала у Вищій лізі в 13-річному віці у складі «Легенди»

Перед стартом першого чемпіонату України команда зазнала суттєвих втрат. Світлана Петько й Наталія Авдонченко перейшли до московського «Спартака» та обрали виступи за збірну Росії, у складі якої Петько надалі стала рекордсменкою за кількістю зіграних матчів. Найкраща бомбардирка «Легенди» в чемпіонаті СРСР Віра Кобилецька підписала контракт із латвійським РАФ. Натомість із бобровицької «Елегії», що припинила існування, до «Легенди» приєдналася 13-річна Наталія Зінченко — майбутня гравчиня й тренерка збірної України, фіналістка Ліги чемпіонів 2009 року. У дебютному сезоні чемпіонату України боротьбу за чемпіонство вели київські «Динамо» й «Арена», «Легенда», зі свого боку, претендувала на 3-тє місце. Перше коло чернігівська команда провела нестабільно, опинившись на проміжному фініші на 5-й позиції серед 10 учасників Вищої ліги. Друге коло «Легенда» розпочала невдало — з нічиєї та поразки, однак надалі в 7 матчах, що лишалися, відзначилась безпрограшною серією з 4 перемог та 3 нічиїх. Доля бронзових медалей вирішувалася в останньому турі в домашньому матчі проти київського «Олімпу», який мав однакову з «Легендою» кількість очок, проте кращу різницю м'ячів, тож чернігівок влаштовувала тільки перемога. Продемонструвавши якісну командну гру, «Легенда» перемогла з рахунком 2:0 і стала бронзовим призером чемпіонату України.
Сезон 1993 року команда розпочала дуже впевнено, відігравши перші 9 турів без поразок та пропущених м'ячів. Проте надалі «Легенда» програла 3 завершальні матчі 1-го кола й після тривалого перебування в групі лідерів опинилася на 6-й позиції, а за підсумками сезону посіла 4-те місце серед 13 учасників Вищої ліги. Водночас принесли результат зусилля клубу з підготовки юних футболісток — молодіжна команда «Легенди», у складі якої виступали такі майбутні зірки українського жіночого футболу, як Людмила Лемешко, Наталія Зінченко, Вероніка Шульга, Людмила Пекур і Тетяна Чорна, виграла золоті медалі першого молодіжного чемпіонату України. 1993 рік також став дебютним на офіційному рівні для національної збірної України, до складу якої «Легенда» делегувала Наталію Ігнатович і Валентину Ступак. Крім того, головний тренер чернігівської команди Михайло Ющенко увійшов до тренерського штабу збірної.
Напередодні сезону 1994 року через фінансові проблеми припинила існування низка клубів Вищої ліги (на старт чемпіонату не вийшла навіть київська «Арена» — чемпіон і володар Кубка України попереднього сезону), внаслідок чого Федерація футболу України об'єднала всі професіональні жіночі команди в одну лігу. «Легенда» у новому сезоні опинилася поміж «середняків», посівши в підсумку 6-те місце серед 11 учасників. У складі команди вирізнялася Наталія Зінченко, яка в 17 матчах чемпіонату відзначилася 18 голами, зокрема «пента-триком» у грі з кіровоградською «Краяною» (8:1). Втім, ще до завершення сезону Наталія припинила виступи в Чернігові, відгукнувшись на запрошення одного з лідерів чемпіонату. Другий сезон поспіль «легендівки» здобули золоті медалі молодіжного чемпіонату України — цього разу вони склали основу збірної Чернігівської області. Михайло Ющенко продовжував працювати у збірній України, до складу якої з «Легенди» викликалися Валентина Ступак і Тетяна Нестерчук.
До сезону 1995 року клуб підійшов зі значними фінансовими проблемами — ставилося навіть питання про його подальше існування. Владнати ситуацію з боргами та знайти кошти для фінансування «Легенди» вдалося спільними зусиллями новопризначеного генерального директора клубу Володимира Магеррамова, керівництва концерну «Чексіл» (колишній камвольно-суконний комбінат) і чернігівського підприємця Олександра Атрощенка. Підсумковий результат команди в чемпіонаті України виявився кращим за попередній сезон — 4-те місце з 9 учасників. Через нестачу досвідчених футболісток до матчів команди активно залучалися вихованки власних груп підготовки — майже половина футболісток основного складу мали вік від 14 до 16 років. Зокрема, уже в 14-річному віці висококласну гру демонструвала майбутня воротарка збірної України Вероніка Шульга. Високий рівень підготовки молодих футболісток укотре позначився на результатах молодіжної команди «Легенди», яка втретє поспіль стала чемпіоном України.
Чемпіонат 1996 року «Легенда» провела невдало — передостаннє 5-те місце серед 6 команд. Далися взнаки втрати лідерок (Надія Міщенко перейшла в «Донецьк», Тетяна Федосова (Нестерчук) тимчасово зупинила виступи у зв'язку з народженням сина), водночас для запрошення досвідчених футболісток клуб не мав достатніх коштів.

### У статусі віце-чемпіона (1997—1999)

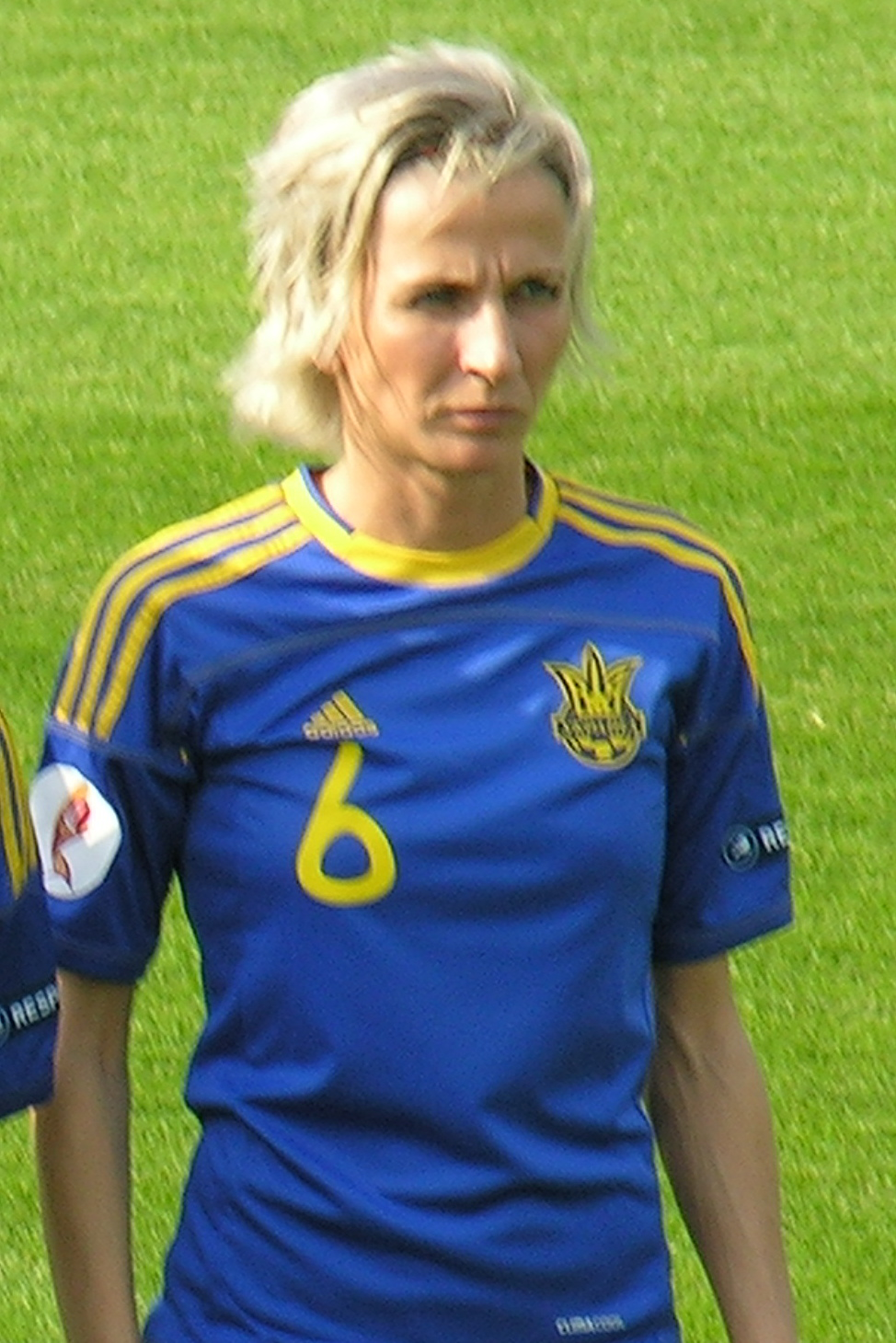
Людмила Пекур — лідерка «Легенди» другої половини 1990-х років, найкраща футболістка України 2014 року

У сезоні 1997 року «Легендою» керував тандем головних тренерів — до Михайла Ющенка приєднався Микола Литвин. Склад учасників чемпіонату скоротився до 5 команд, тому його вирішили розіграти в 4 кола. На «золото» претендували одразу 3 команди — «Легенда», київська «Аліна» та чемпіон трьох попередніх сезонів «Варна» (Донецьк). У 1—3 колах за підсумками кожного з них ситуація в групі лідерів була незмінною — «Аліна» очолювала турнірну таблицю й випереджала «Легенду» та «Варну» на 5 очок. На старті 4-го кола
чернігівська команда обіграла «Аліну» з рахунком 1:0 та наблизилася до неї на відстань у 2 очки, проте надалі киянки перемогли «Варну» й фактично забезпечили собі чемпіонство. Щоб посісти 2-ге місце, «Легенді» в останньому турі було достатньо не програти «Варні» на виїзді. Втім, із 66-ї хвилини та майже до завершення зустрічі в рахунку вели донеччанки (відзначилась колишня футболістка «Легенди» Надія Міщенко). Йшла остання хвилина матчу, коли нападниці чернігівської команди Вірі Кобилецькій вдалося зрівняти рахунок. Гра завершилася внічию, відтак десятирічний ювілей «Легенди» ознаменувався для неї першим «сріблом» чемпіонату України.
До національної збірної України впродовж 1997 року викликалися 6 футболісток «Легенди»: Наталія Ігнатович, Валентина Ступак, Вероніка Шульга, Людмила Пекур, Тетяна Чорна та Людмила Лемешко. 1997 року на базі чернігівської команди, що мала найкращу в Україні школу підготовки молодих футболісток, була утворена молодіжна збірна України, яку очолили тренери «Легенди» Михайло Ющенко та Микола Литвин.
У міжсезоння склад «Легенди» поповнили футболістки, які надалі відіграють значну роль в історії клубу й жіночого футболу України загалом — власна вихованка Алла Лишафай та нападниця «Львів'янки» Олена Ходирєва, обидві — майбутні фіналістки Ліги чемпіонів. Один із наставників команди Микола Литвин прийняв пропозицію «Донеччанки» (нова назва «Варни»), тому «Легенду» знову одноосібно очолював Михайло Ющенко. Кількість учасників чемпіонату України в сезоні 1998 року скоротилася до свого історичного мінімуму — 4 команд, зокрема припинив існування чемпіон України київська «Аліна». З огляду на це, розіграш чемпіонату провели в 6 кіл. «Легенда» суттєво поступалася «Донеччанці», яка в підсумку стала чемпіоном, та значно переважала дві інші команди, відтак другий сезон поспіль стала срібним призером. У Кубку України «Легенда» вперше вийшла у фінал, де теж поступилася «Донеччанці» (основний і додатковий час — 1:1, за пенальті — 2:3).
1999 року новим головним тренером команди став Анатолій Пісковець, який раніше очолював жіночу збірну України та здобував чемпіонські титули з українською «Аліною» і російською «Енергією» (Воронеж). З Воронежа до Чернігова також перейшли захисниця збірної України Юлія Карпенкова й нападниця збірної Білорусі Людмила Кузнєцова, у зворотному напрямку — найкраща бомбардирка «Легенди» двох попередніх сезонів Людмила Пекур і основна воротарка Вероніка Шульга. За таких обставин отримала нагоду проявити себе у воротах 16-річна вихованка чернігівського футболу Ірина Зварич, надалі — гравчиня збірної України й низки європейських клубів, найкраща футболістка України 2012 та 2013 років. Розпочавши підготовку до сезону, новий наставник стикнувся із систематичними затримками заробітної плати та відсутністю належного фінансового забезпечення з боку титульного спонсора клубу, концерну «Чексіл», через що звернувся за допомогою до прем'єр-міністра Валерія Пустовойтенка, який з-поміж іншого курував жіночий футбол. У результаті генеральний директор клубу ще до початку регулярного чемпіонату мусив звільнити головного тренера на вимогу президента концерну, що розцінив дії Пісковця, як «зайву норовливість». Новим наставником «Легенди» став тренер воротарів Сергій Умен.
Чемпіонат 1999 року пройшов для «Легенди» в наполегливій боротьбі за чемпіонський титул із «Донеччанкою». У вирішальному матчі останнього туру чернігівська команда в разі перемоги наздоганяла конкурента й отримувала нагоду поборотися за чемпіонство в додатковому «золотому матчі», проте перемогу з рахунком 1:0 здобула «Донеччанка». «Легенда» втретє поспіль виграла срібні медалі чемпіонату України, однак цього разу такий результат уже сприймався, як невдача. Другий сезон поспіль чернігівки намагалися реваншувати над донеччанками у фіналі Кубка України, проте зазнали поразки з рахунком 2:3.

### Початок «золотого десятиліття»: три чемпіонства поспіль, два «золотих дубля» (2000—2003)

«Легенда» — чемпіон України 2000 року

Сезон 2000 року відзначився вкрай низьким рівнем організації. Через відверту бездіяльність Комітету жіночого футболу ФФУ команди півроку очікували початку сезону, поки свої збори та матчі проводили національна й молодіжна збірні. У результаті попередній етап чемпіонату стартував лише в серпні, а Кубок України взагалі не розігрувався. У першому колі попереднього етапу «Легенда» перемогла всіх своїх трьох суперників і впевнено очолила групу «А». Про дату початку другого кола, однак, відомостей не було й у підсумку воно не відбулося. Оскільки чемпіонат потребував завершення, через 2 місяці після останнього проведеного матчу ФФУ вирішила розіграти титул чемпіона у фінальному турнірі, у якому крім «Легенди» взяли участь ще одна команда з групи «А» («Київська Русь») та «Донеччанка», що перемогла в групі «Б». У матчах із «Київською Руссю» «Легенда» й «Донеччанка» досягли максимального результату, проте чернігівки перемогли з більшим рахунком і перед очним протистоянням забезпечили собі кращу різницю м'ячів, тож їх влаштовувала й нічия. На 20-й хвилині завершальної зустрічі фінального турніру рахунок відкрила футболістка «Легенди» Тетяна Чорна, а після перерви нападниця «Донеччанки» Світлана Фрішко відновила рівновагу. На 85-й хвилині донецька команда залишилася в меншості й наприкінці матчу чернігівка Людмила Лемешко ударом головою після подачі Юлії Карпенкової оформила перемогу та перший в історії «Легенди» титул чемпіона України.
| \| Поз. \| Футболістка \| Матчі \| Голи \| \| ------- \| ------------------ \| ----- \| ---- \| \| ЗХ / НП \| Тетяна Федосова \| 5 \| 0 \| \| ПЗ \| Дарія Мільчевська \| 5 \| 1 \| \| ПЗ \| Людмила Лемешко \| 5 \| 2 \| \| ЗХ \| Оксана Пожарська \| 5 \| 0 \| \| НП \| Олена Ходирєва \| 5 \| 4 \| \| ЗХ \| Юлія Карпенкова \| 5 \| 1 \| \| ЗХ / ПЗ \| Олена Леонтьєва \| 5 \| 0 \| \| НП \| Тетяна Гусакова \| 5 \| 3 \| \| ВР \| Ірина Зварич \| 5 \| 0 \| \| ПЗ \| Віра Дятел \| 5 \| 2 \| \| ПЗ / НП \| Алла Лишафай \| 5 \| 5 \| \| НП \| Віра Кобилецька \| 5 \| 2 \| \| НП \| Тетяна Чуланова \| 4 \| 0 \| \| ПЗ \| Наталія Панасюк \| 3 \| 1 \| \| ПЗ \| Олександра Романів \| 2 \| 0 \| \| ЗХ / ПЗ \| Наталія Ігнатович \| 2 \| 0 \| \| ЗХ / ПЗ \| Тетяна Чорна \| 2 \| 1 \| \| ВР \| Надія Баранова \| 1 \| 0 \| \| ЗХ \| Наталя Боярова \| 1 \| 0 \| |                    |       |      |
| Поз. | Футболістка        | Матчі | Голи |
| ЗХ / НП | Тетяна Федосова    | 5     | 0    |
| ПЗ | Дарія Мільчевська  | 5     | 1    |
| ПЗ | Людмила Лемешко    | 5     | 2    |
| ЗХ | Оксана Пожарська   | 5     | 0    |
| НП | Олена Ходирєва     | 5     | 4    |
| ЗХ | Юлія Карпенкова    | 5     | 1    |
| ЗХ / ПЗ | Олена Леонтьєва    | 5     | 0    |
| НП | Тетяна Гусакова    | 5     | 3    |
| ВР | Ірина Зварич       | 5     | 0    |
| ПЗ | Віра Дятел         | 5     | 2    |
| ПЗ / НП | Алла Лишафай       | 5     | 5    |
| НП | Віра Кобилецька    | 5     | 2    |
| НП | Тетяна Чуланова    | 4     | 0    |
| ПЗ | Наталія Панасюк    | 3     | 1    |
| ПЗ | Олександра Романів | 2     | 0    |
| ЗХ / ПЗ | Наталія Ігнатович  | 2     | 0    |
| ЗХ / ПЗ | Тетяна Чорна       | 2     | 1    |
| ВР | Надія Баранова     | 1     | 0    |
| ЗХ | Наталя Боярова     | 1     | 0    |

У міжсезоння «Легенда» втратила Тетяну Чорну й Наталію Ігнатович, які перейшли до заможніших російських клубів, проте одночасно склад команди підсилили досвідчені Наталія Жданова та Галина Іванова. Чемпіонат знову стартував зі значною затримкою (наприкінці липня). За підсумками попереднього етапу чернігівська команда розташувалася на першому місці у своїй зоні, вигравши всі 6 матчів із загальним рахунком 41:0. У фінальному турнірі, в якому взяли участь по 2 найкращі команди з кожної зони, фаворитами знову були «Легенда» та «Донеччанка». Здобувши по 6 очок у зустрічах зі слабшими суперниками, чернігівки й донеччанки зійшлися у вирішальному поєдинку, однак навіть попри небажання арбітра давати фінальний свисток за рахунку 2:2 переможця виявити не вдалося. Зважаючи на однакову кількість набраних очок, лідери провели додатковий «золотий матч», і цього разу «Легенда» здобула переконливу перемогу з рахунком 5:0 та другий сезон поспіль виборола звання чемпіона України. Найкращою бомбардиркою команди з 17 голами в 10 матчах чемпіонату стала Галина Іванова, яка жодного разу не залишала поле без хоча б одного забитого м'яча. Також за підсумками сезону «Легенда» вперше стала володарем Кубка України, розгромивши у фінальному матчі «Донеччанку» з рахунком 4:1. Вигравши одночасно і національну першість, і Кубок країни, чернігівки оформили свій перший «золотий дубль».
У листопаді 2001 року «Легенда» як чемпіон України попереднього сезону взяла участь у першому в історії розіграші Кубка УЄФА серед жінок (нинішня Ліга чемпіонів). На груповому етапі турніру 32 команди були розділені на 8 груп, переможці яких виходили до 1/4 фіналу. Суперниками «Легенди» стали французька «Тулуза», шотландський «Ер Юнайтед» і хорватський «Осієк». Матчі проходили в шотландському місті Ер. Перед дебютом на євроарені склад чернігівської команди поповнила майбутня зірка українського та європейського футболу, 15-річна нападниця Дарина Апанащенко. У першому матчі, в якому «Легенді» протистояла
«Тулуза», чернігівки програли з рахунком 0:1. Потому «Легенда» зіграла внічию з шотландками (авторкою першого голу українок у єврокубках стала Наталія Жданова), а в матчі 3-го туру здобула свою першу перемогу на міжнародному рівні, обігравши «Осієк» із рахунком 3:2. У підсумку чернігівська команда посіла 2-ге місце у своїй групі, а відтак увійшла до числа 16 найкращих команд Європи, що в підсумку стало для неї найбільшим успіхом у єврокубках.
| \| Поз. \| Футболістка \| Матчі \| Голи \| \| ------- \| ------------------ \| ----- \| ---- \| \| ПЗ \| Людмила Лемешко \| 10 \| 2 \| \| ПЗ \| Дарія Мільчевська \| 10 \| 0 \| \| НП \| Тетяна Чуланова \| 10 \| 1 \| \| НП \| Олена Ходирєва \| 10 \| 16 \| \| ПЗ / НП \| Алла Лишафай \| 10 \| 1 \| \| ПЗ \| Віра Дятел \| 10 \| 2 \| \| НП \| Галина Іванова \| 10 \| 17 \| \| ЗХ / НП \| Тетяна Федосова \| 9 \| 1 \| \| ПЗ \| Наталія Панасюк \| 8 \| 6 \| \| ВР \| Ірина Зварич \| 8 \| 1 \| \| ПЗ \| Олександра Романів \| 8 \| 1 \| \| ПЗ \| Ірина Бондаренко \| 8 \| 0 \| \| ЗХ \| Юлія Карпенкова \| 7 \| 2 \| \| ВР \| Надія Баранова \| 7 \| 0 \| \| ЗХ \| Наталія Жданова \| 7 \| 2 \| \| НП \| Вікторія Новікова \| 7 \| 3 \| \| НП \| Тетяна Гусакова \| 6 \| 4 \| \| ЗХ \| Оксана Пожарська \| 6 \| 0 \| \| ЗХ \| Наталя Боярова \| 4 \| 0 \| |                    |       |      |
| Поз. | Футболістка        | Матчі | Голи |
| ПЗ | Людмила Лемешко    | 10    | 2    |
| ПЗ | Дарія Мільчевська  | 10    | 0    |
| НП | Тетяна Чуланова    | 10    | 1    |
| НП | Олена Ходирєва     | 10    | 16   |
| ПЗ / НП | Алла Лишафай       | 10    | 1    |
| ПЗ | Віра Дятел         | 10    | 2    |
| НП | Галина Іванова     | 10    | 17   |
| ЗХ / НП | Тетяна Федосова    | 9     | 1    |
| ПЗ | Наталія Панасюк    | 8     | 6    |
| ВР | Ірина Зварич       | 8     | 1    |
| ПЗ | Олександра Романів | 8     | 1    |
| ПЗ | Ірина Бондаренко   | 8     | 0    |
| ЗХ | Юлія Карпенкова    | 7     | 2    |
| ВР | Надія Баранова     | 7     | 0    |
| ЗХ | Наталія Жданова    | 7     | 2    |
| НП | Вікторія Новікова  | 7     | 3    |
| НП | Тетяна Гусакова    | 6     | 4    |
| ЗХ | Оксана Пожарська   | 6     | 0    |
| ЗХ | Наталя Боярова     | 4     | 0    |

2002 року Сергія Умена на посаді головного тренера змінив Микола Литвин. З лідерок Чернігів залишила Юлія Карпенкова, натомість із «Донеччанки» запросили талановиту нападницю Юлію Корнієвець — майбутню найкращу бомбардирку в історії «Легенди». У новому сезоні клуб мав у своєму розпорядженні багатьох висококласних футболісток, які згодом проявлять себе у Європі, а за національну збірну у відбіркових матчах чемпіонату світу виступала рекордна кількість представниць Чернігова — 7. Перемігши у своїй групі, «Легенда» у фінальному турнірі найкращих трьох команд випередила «Харків'янку» й «Донеччанку» та втретє поспіль стала чемпіоном України. У єврокубках, однак, цього разу команда не грала — незважаючи на перемогу в чемпіонаті попереднього року, «Легенду» не допустили до участі в Кубку УЄФА через відмову клубу сплатити внесок у розмірі 15 000 швейцарських франків на вимогу віце-президента ФФУ Сергія Стороженка. Втім, інформацію про необхідність сплати клубами будь-яких внесків за участь у турнірі згодом спростувала УЄФА. У підсумку розіграш Кубка УЄФА серед жінок у сезоні 2002/03 відбувся без представника України. Попри це, 13 футболісток чернігівської команди того сезону зіграли у єврокубках на умовах короткострокової оренди за азербайджанський «Гемрюкчу», з яким вони посіли 3-тє місце у груповому турнірі Кубка УЄФА.
Розіграш Кубка України 2002 року складався з одного фінального матчу між «Легендою» та «Харків'янкою», перебіг подій у якому виглядав, як своєрідний «футбольний трилер». На 7-й хвилині рахунок відкрила капітан харків'янок Галина Михайленко, але невдовзі Дарина Апанащенко забила 2 м'ячі у відповідь і вивела «Легенду» вперед. Наприкінці першого тайму екс-чернігівка Людмила Пекур зрівняла рахунок. На початку другої половини зустрічі Михайленко оформила «дубль», однак уже через 5 хвилин м'яч у відповідь забила нападниця «Легенди» Корнієвець. Із 63-ї хвилини «Харків'янка» завдяки третьому голу Михайленко знову мала перевагу, яку утримувала до 88-ї хвилини, коли після інтенсивного штурму воріт суперника у виконанні «Легенди» відзначилась Жданова. На старті додаткової тридцятихвилинки Апанащенко оформила «хет-трик» і рахунок став 5:4 на користь чернігівок. Потому протягом кількох хвилин арбітр матчу, екс-футболістка «Легенди» Вікторія Стеценко призначила у ворота своєї колишньої команди 2 сумнівних пенальті, однак з обома ударами з 11-метрової позначки у виконанні Михайленко впоралася Ірина Зварич. Обуреного суддівством директора «Легенди» Магеррамова, який намагався висловити свої претензії арбітру й представникам ФФУ, довелося вгамовувати працівникам міліції. Тим часом «легендівки» Людмила Лемешко та Юлія Титова встановили остаточний рахунок — 7:4 на користь своєї команди. Вигравши одночасно чемпіонат і Кубок України, «Легенда» другий сезон поспіль здобула «золотий дубль».
| \| Поз. \| Футболістка \| Матчі \| Голи \| \| ------- \| ----------------- \| ----- \| ---- \| \| НП \| Тетяна Чуланова \| 9 \| 1 \| \| ПЗ \| Дарія Мільчевська \| 9 \| 1 \| \| ЗХ \| Вікторія Крилова \| 9 \| 1 \| \| ПЗ \| Дарина Апанащенко \| 9 \| 2 \| \| ЗХ / НП \| Тетяна Федосова \| 9 \| 1 \| \| ПЗ \| Віра Дятел \| 9 \| 5 \| \| ПЗ \| Ірина Бондаренко \| 9 \| 1 \| \| ВР \| Ірина Зварич \| 8 \| 0 \| \| НП \| Юлія Корнієвець \| 8 \| 4 \| \| НП \| Олена Ходирєва \| 8 \| 7 \| \| ПЗ \| Наталія Панасюк \| 7 \| 0 \| \| НП \| Галина Іванова \| 7 \| 7 \| \| ПЗ \| Людмила Лемешко \| 7 \| 2 \| \| ЗХ \| Наталія Жданова \| 6 \| 1 \| \| ПЗ / НП \| Алла Лишафай \| 6 \| 1 \| \| ПЗ \| Юлія Титова \| 5 \| 0 \| \| ЗХ \| Оксана Пожарська \| 5 \| 0 \| \| ПЗ \| Ольга Сєрова \| 3 \| 1 \| \| ВР \| Надія Баранова \| 3 \| 0 \| |                   |       |      |
| Поз. | Футболістка       | Матчі | Голи |
| НП | Тетяна Чуланова   | 9     | 1    |
| ПЗ | Дарія Мільчевська | 9     | 1    |
| ЗХ | Вікторія Крилова  | 9     | 1    |
| ПЗ | Дарина Апанащенко | 9     | 2    |
| ЗХ / НП | Тетяна Федосова   | 9     | 1    |
| ПЗ | Віра Дятел        | 9     | 5    |
| ПЗ | Ірина Бондаренко  | 9     | 1    |
| ВР | Ірина Зварич      | 8     | 0    |
| НП | Юлія Корнієвець   | 8     | 4    |
| НП | Олена Ходирєва    | 8     | 7    |
| ПЗ | Наталія Панасюк   | 7     | 0    |
| НП | Галина Іванова    | 7     | 7    |
| ПЗ | Людмила Лемешко   | 7     | 2    |
| ЗХ | Наталія Жданова   | 6     | 1    |
| ПЗ / НП | Алла Лишафай      | 6     | 1    |
| ПЗ | Юлія Титова       | 5     | 0    |
| ЗХ | Оксана Пожарська  | 5     | 0    |
| ПЗ | Ольга Сєрова      | 3     | 1    |
| ВР | Надія Баранова    | 3     | 0    |

Перед стартом сезону 2003 року команда втратила свою найкращу бомбардирку останніх двох років Галину Іванову й повернула заслужену ветеранку Наталію Ігнатович. Головний тренер «Легенди» Микола Литвин одночасно очолив національну збірну України, до складу якої знову викликалися 7 футболісток чернігівської команди. У чемпіонаті «Легенда» легко виграла свою групу (результати варіювалися від 7:0 до 11:0) і надалі взяла участь у фінальному турнірі 7 команд. У першому колі чернігівки, поміж іншим, розгромили свого давнього суперника «Донеччанку» з рахунком 6:1 (весь 2-й тайм «Легенда» провела в меншості), проте розділили очки з головним конкурентом — «Харковом» (нова назва «Харків'янки»). Друге коло розпочалося для «Легенди» на тлі значних проблем із фінансуванням, оскільки головний спонсор клубу, концерн «Чексіл», відмовився від його підтримки. Спершу чернігівки оновили низку власних рекордів у матчі з київським «Атексом» — перемога з рахунком 19:0, 8 голів у одній грі у виконанні Дарини Апанащенко та 2 забиті м'ячі впродовж однієї хвилини. Проте надалі команда програла важливий матч проти «Харкова» з рахунком 0:1 і в підсумку посіла 2-ге місце в чемпіонаті. У Кубку України чернігівки також поступилися харків'янкам, програвши фінальний поєдинок із рахунком 1:2. На думку автора книги з історії «Легенди» Олександра Волощука, головними причинами невдач команди стали фінансові проблеми та сприяння «Харкову» з боку функціонерів Федерації футболу України. Зокрема, в єдиному програному матчі чемпіонату супернику для перемоги знадобилися 2 не безсумнівних пенальті, призначених наприкінці кожного тайму. Втім, своїми гольовими моментами в тій зустрічі чернігівки теж не скористалися.
У серпні 2003 року «Легенда» взяла участь у груповому турнірі Кубка УЄФА. Цього разу єврокубки вперше в історії приймав Чернігів. «Легенда» перемогла ізраїльський «Маккабі» (4:0) та фінський «Юнайтед» (2:0), проте поступилася з рахунком 0:3 фавориту групи, шведському «Мальме». Посівши 2-ге місце в одній із 8 груп, чернігівська команда не пройшла до 1/4 фіналу, однак повторила свій найвищий результат у єврокубках та знову увійшла до числа 16 найкращих команд Європи.

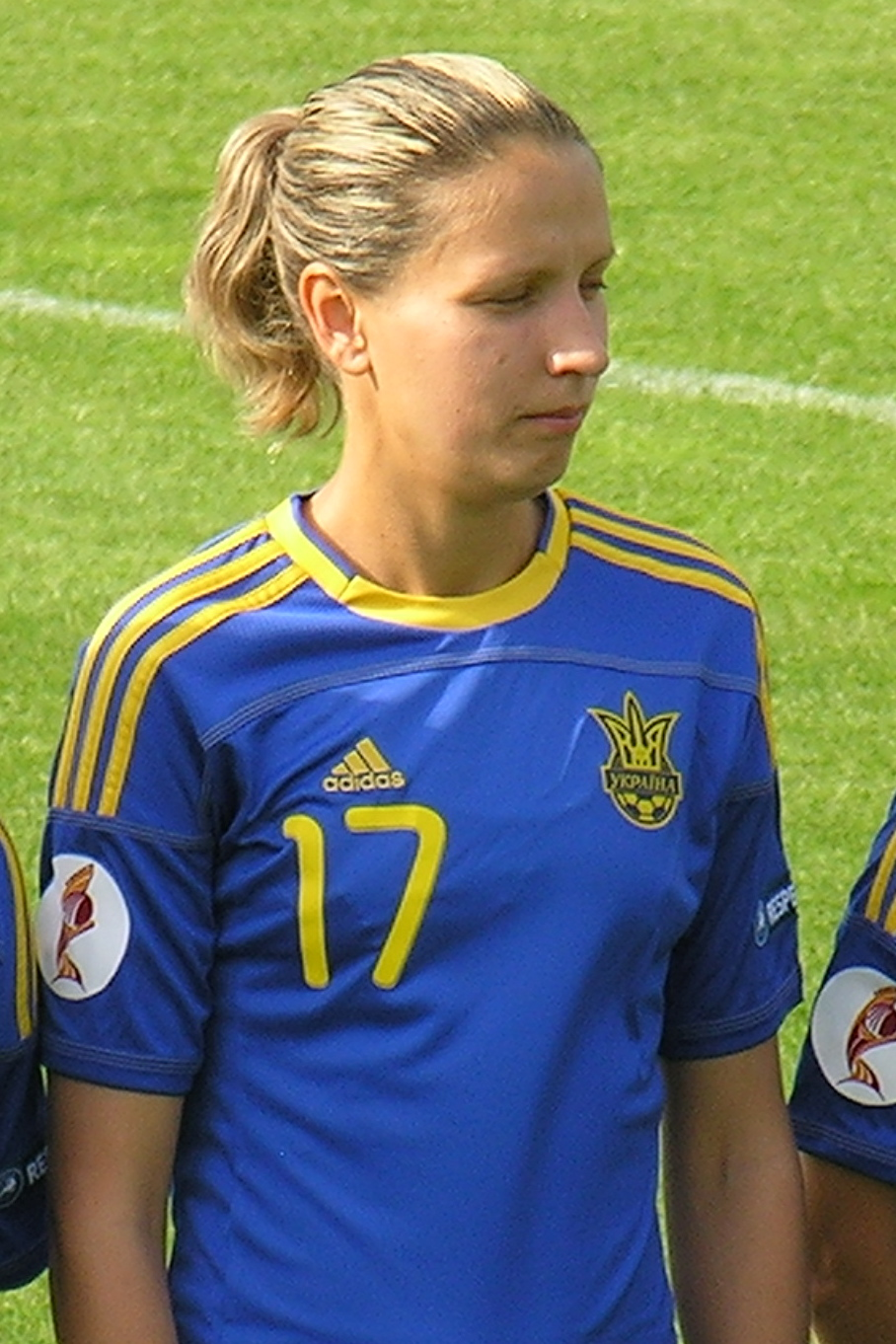
Дарина Апанащенко — одна з найзірковіших футболісток в історії українського футболу, фіналістка Ліги чемпіонів 2009 року
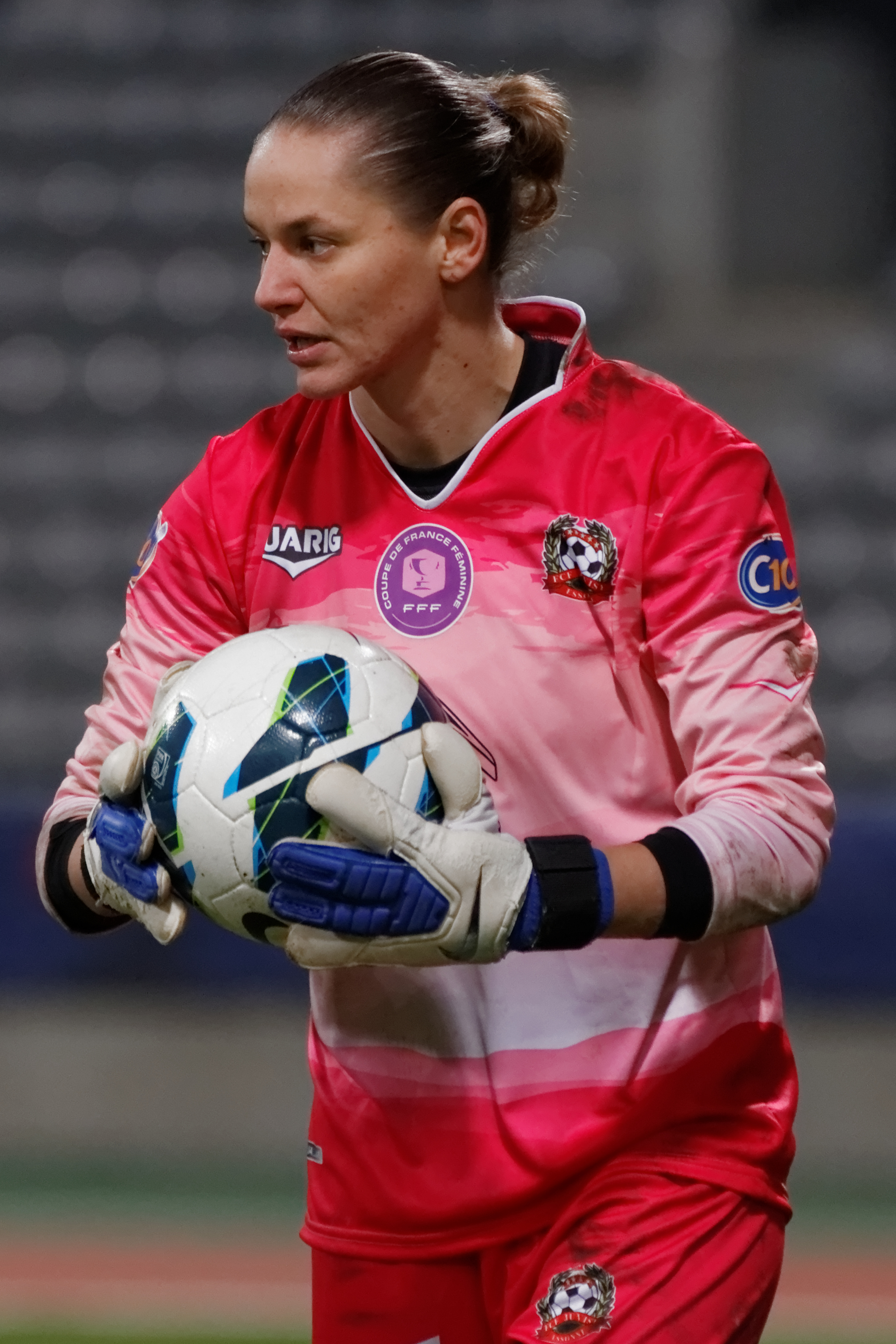
Ірина Зварич — основна воротарка «Легенди» впродовж перших трьох чемпіонських сезонів, найкраща футболістка України 2012—2013 років
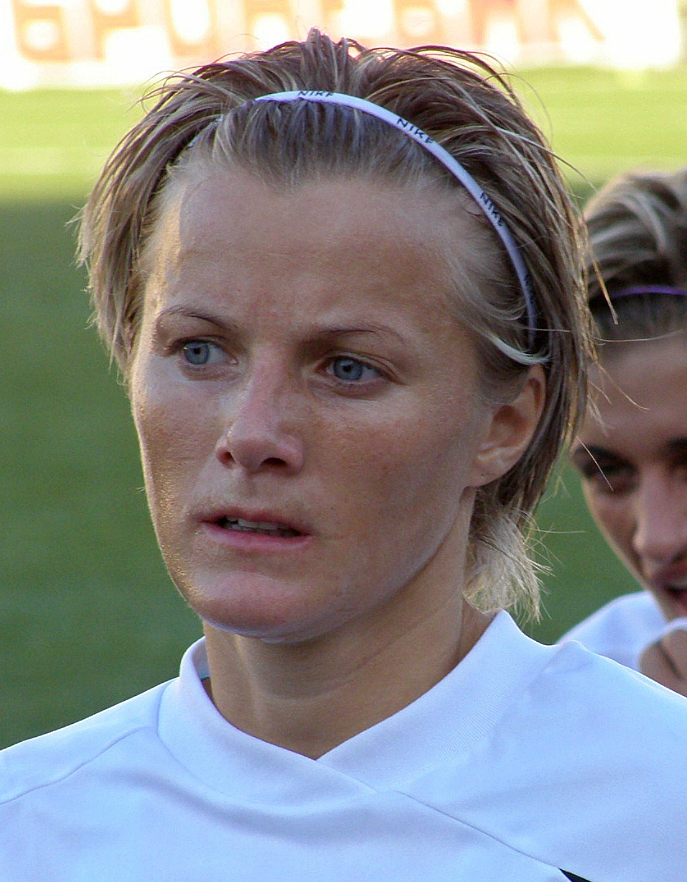
Віра Дятел — вихованка «Легенди», фіналістка Ліги чемпіонів 2009 року

### Перемога в «Італійському Кубку» (2004—2006)

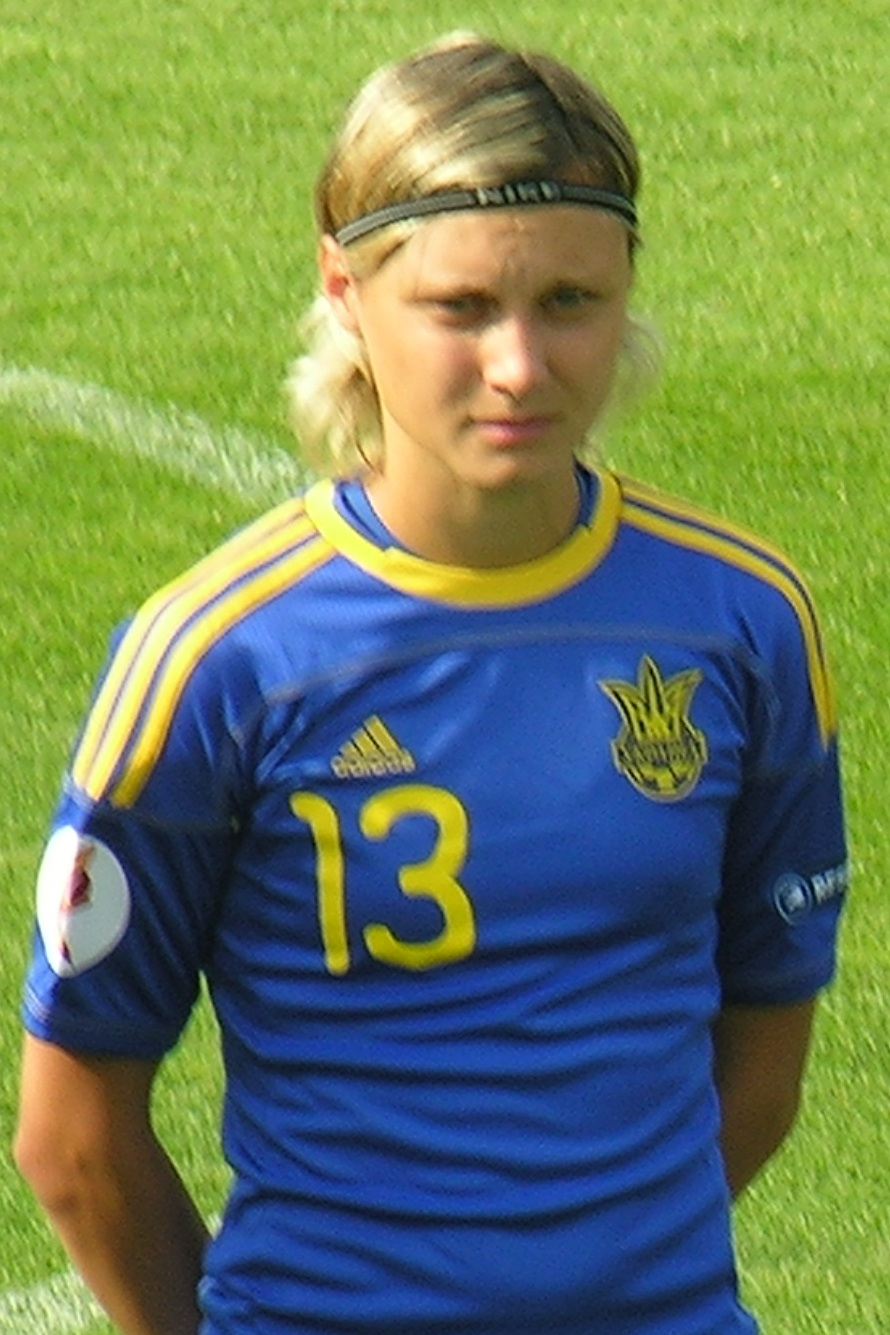
Юлія Корнієвець — найкраща бомбардирка в історії «Легенди» (148 голів у 142 матчах), рекордсменка клубу за кількістю забитих м'ячів упродовж сезону (37) та в одній грі (10)

2004 року на посаду головного тренера «Легенди» повернувся Сергій Умен. Команда втратила кількох провідних футболісток — воротарку Ірину Зварич, захисницю Наталію Жданову та найкращу бомбардирку попереднього сезону Дарину Апанащенко, які перейшли до російської «Енергії» (Воронеж). Надалі Апанащенко — фіналістка Ліги чемпіонів і семиразова лауреатка премії «Футболістка року в Україні». У червні «Легенда» вперше взяла участь у Відкритому Кубку Італії — престижному міжнародному турнірі, що проводився за ініціативою Італійської федерації футболу та за початковим задумом мав стати другим за значенням жіночим єврокубком на взірець нинішньої Ліги Європи, проте офіційного визнання з боку УЄФА у підсумку не отримав. За результатами виступів на полях провінції Венеція «Легенда» посіла 3-тє місце в групі A, обігравши з рахунком 3:1 жіночу команду римського «Лаціо» та поступившись італійському «Торрес Терра Сарда» (0:2) й нідерландському «Саестуму» (0:1). У всеукраїнських змаганнях після втрати кількох лідерок «Легенда» суттєво поступалася «Металісту» (назва харківської команди після чергового «ребрендингу»). За підсумками сезону чернігівки знову посіли 2-ге місце в чемпіонаті та програли харків'янкам у фіналі Кубка України з рахунком 1:3. Після завершення сезону «Легенду» залишила капітан команди 2001—2003 років Людмила Лемешко.
Сезон 2005 року став одним із найкращих в історії «Легенди» — команда завоювала всі трофеї на всеукраїнській арені, здобула перші вагомі нагороди на міжнародному рівні й установила низку командних та особистих рекордів. Спершу чернігівки перемогли в дебютному розіграші Зимової першості України. Не мала собі рівних «Легенда» й у чемпіонаті України — 15 перемог у 16 матчах за різниці м'ячів + 100, жодної поразки та в підсумку 4-й в історії чемпіонський титул для Чернігова. У грі з херсонською «Южанкою» «Легенда» оформила свою найбільшу перемогу в чемпіонаті України — 20:0, а нападниця Юлія Корнієвець забила рекордну кількість м'ячів у одному матчі — 10. У фіналі Кубка України «Легенда» здолала свого вже традиційного суперника з Харкова, що в новому сезоні отримав назву «Арсенал» (1:1, за пенальті — 4:3). Чернігівкам удалося перевершити харків'янок у всіх турнірах навіть попри те, що в складі «Арсеналу» виступало 5 футболісток, які були лідерками «Легенди» попередніх років. За підсумками року Юлія Корнієвець стала найкращою бомбардиркою чемпіонату України та рекордсменкою чернігівської команди за кількістю голів протягом сезону в лізі (34) й у всіх офіційних матчах (37).
У червні 2005 року «Легенда» вирушила до Ломбардії для участі в черговому розіграші Відкритого Кубка Італії. Перший матч групового етапу проти італійської «Аталанти» завершився внічию — вже на 2-й хвилині рахунок відкрила чернігівка Олена Ходирєва, а суперник, маючи чисельну перевагу впродовж майже всього другого тайму, забив м'яч у відповідь лише наприкінці поєдинку. У наступній грі «Легенда» з рахунком 7:0 розгромила австрійський «Тіроль» («хет-триком» відзначилася Корнієвець) і завдяки кращій, ніж у «Аталанти», різниці м'ячів посіла 1-ше місце у групі та вийшла до півфіналу. Втім, у матчі з «Тіролем» отримала червону картку та дискваліфікацію на наступну гру Надія Баранова — єдина воротарка, що перебувала з «Легендою» в Італії, тому надалі ворота довелося захищати одній із польових гравчинь. Це позначилося на результаті півфінального матчу, в якому чернігівська команда з рахунком 1:4 програла російській «Ладі» (один із м'ячів забила капітан росіянок, колишня «легендівка» Тетяна Чорна).
У матчі за 3-тє місце в Кубку Італії суперником «Легенди» стала данська «Фортуна» (Йоррінг) — одна з найсильніших команд турніру, фіналіст Кубка УЄФА 2003 року. Гра проходила на розташованому в низині стадіоні містечка Поццоленго за вкрай несприятливих погодних умов — температура повітря сягала 38 градусів. За спогадами головного тренера «Легенди» Сергія Умена, у першому таймі його підопічним насилу вдалося стримати атаки суперника, проте вони витратили багато сил і на перерву пішли у вкрай виснаженому стані. Перед виходом на другу половину гри Умен звернувся до футболісток, закликавши їх, попри втому, проявити характер — суперниці, мовляв, не залізні й теж не витримають і видихнуться. Данки дійсно почали втомлюватися й зменшили тиск на ворота «Легенди», а українки, навпаки, повірили у власні сили та проявили волю до перемоги. На 82-й хвилині нападниця «Легенди» Ія Андрущак пасом у розріз вивела на ударну позицію Юлію Корнієвець, яка точним ударом зафіксувала перемогу своєї команди — сил, щоб відігратися, футболістки «Фортуни» вже не мали. За спогадами Сергія Умена, організатори турніру настільки були впевнені в перемозі данської команди, що спершу піднесли «Легенді» нагороду за 4-те місце, тож представникам української команди довелося пояснювати, що бронзовими призерами Кубка Італії стали саме вони. За словами Умена, «Легенда» тих часів залишається для нього «еталоном згуртованості, волі, сили духу та ігрової дисципліни».
| \| Поз. \| Футболістка \| Матчі \| Голи \| \| ------- \| ---------------------- \| ----- \| ---- \| \| ВР \| Надія Баранова \| 15 \| 0 \| \| ЗХ \| Оксана Пожарська \| 15 \| 1 \| \| ЗХ / ПЗ \| Наталія Ігнатович \| 15 \| 3 \| \| ПЗ \| Дарія Мільчевська \| 15 \| 2 \| \| ЗХ \| Вікторія Крилова \| 14 \| 3 \| \| ПЗ \| Ірина Бондаренко \| 14 \| 8 \| \| ПЗ \| Олександра Романів \| 14 \| 1 \| \| НП \| Олена Ходирєва \| 13 \| 21 \| \| ПЗ / НП \| Алла Лишафай \| 13 \| 10 \| \| НП \| Юлія Корнієвець \| 13 \| 34 \| \| НП \| Ія Андрущак \| 13 \| 10 \| \| ЗХ \| Наталя Боярова \| 13 \| 2 \| \| ПЗ \| Олена Клевець \| 12 \| 1 \| \| НП \| Віра Станкевич \| 12 \| 3 \| \| ЗХ \| Катерина Константінова \| 9 \| 2 \| \| ПЗ \| Ольга Сєрова \| 9 \| 1 \| \| ПЗ \| Алла Клевець \| 8 \| 4 \| \| ВР \| Ірина Санець \| 3 \| 0 \| |                        |       |      |
| Поз. | Футболістка            | Матчі | Голи |
| ВР | Надія Баранова         | 15    | 0    |
| ЗХ | Оксана Пожарська       | 15    | 1    |
| ЗХ / ПЗ | Наталія Ігнатович      | 15    | 3    |
| ПЗ | Дарія Мільчевська      | 15    | 2    |
| ЗХ | Вікторія Крилова       | 14    | 3    |
| ПЗ | Ірина Бондаренко       | 14    | 8    |
| ПЗ | Олександра Романів     | 14    | 1    |
| НП | Олена Ходирєва         | 13    | 21   |
| ПЗ / НП | Алла Лишафай           | 13    | 10   |
| НП | Юлія Корнієвець        | 13    | 34   |
| НП | Ія Андрущак            | 13    | 10   |
| ЗХ | Наталя Боярова         | 13    | 2    |
| ПЗ | Олена Клевець          | 12    | 1    |
| НП | Віра Станкевич         | 12    | 3    |
| ЗХ | Катерина Константінова | 9     | 2    |
| ПЗ | Ольга Сєрова           | 9     | 1    |
| ПЗ | Алла Клевець           | 8     | 4    |
| ВР | Ірина Санець           | 3     | 0    |

У міжсезоння до російського чемпіонату перейшла капітан команди та найкраща на той час бомбардирка «Легенди» Олена Ходирєва, проте з Харкова повернулась захисниця Наталія Жданова. У лютому команда взяла участь у Зимовій першості, де посіла 2-ге місце. За новим регламентом чемпіонату України 10 учасників спочатку зіграли між собою у 2 кола, а потім 4 найкращі з них розіграли між собою чемпіонський титул, причому підсумковий результат визначався винятково на основі матчів четвірки лідерів між собою на обох стадіях чемпіонату. Попередній етап «Легенда» завершила на 1-му місці, однак надалі на тлі чергових фінансових негараздів провалила кінцівку фінального етапу й фінішувала другою після «Харкова». У фіналі Кубка України чернігівки також поступилися харків'янкам, програвши з рахунком 0:2.
Груповий етап (Група C)
- «Легенда» — «Сеніні»  — 1:0. Гол: Крилова
- «Легенда» — «Масінац»  — 2:1. Голи: Крилова, Сєрова

1. «Легенда» — 6
2. «Сеніні» — 3
3. «Масінац» — 0

Півфінал
- «Легенда» — «Торрес Терра Сарда»  — 1:0. Гол: Крилова

Фінал
- «Легенда» — «Лада»  — 1:1, (2:0 пен.) Гол: Бондаренко

2006 року «Легенда» вкотре взяла участь у Відкритому Кубку Італії, який цього разу проводився на півдні країни в регіоні Калабрія. У своїй групі чернігівки посіли 1-ше місце, обігравши італійський «Сеніні» (1:0) та сербський «Масінац» (2:1). У півфіналі суперником «Легенди» став уже знайомий чернігівкам «Торрес Терра Сарда», володар Відкритого Кубка Італії 2004 року. У напруженому протистоянні перемогу здобула українська команда, а єдиний м'яч потужним ударом у «дев'ятку» зі штрафного з відстані 26 метрів забила білоруська легіонерка «Легенди» Вікторія Крилова, яка відзначилась на турнірі у третій грі поспіль.

Футболістки та головний тренер «Легенди» з Кубком Італії на зустрічі в Чернігівській обласній державній адміністрації, 2006 рік

У фінальному матчі Відкритого Кубка Італії, що відбувся в місті Реджо-ді-Калабрія на стадіоні «Оресте Гранільо», «Легенді» протистояв російський клуб «Лада» (Тольятті) — переможець турніру попереднього року, який того разу на шляху до фіналу обіграв якраз команду з Чернігова. Основний час поєдинку переможця не виявив — спершу ворота своєї колишньої команди вразила білоруська нападниця «Лади» Людмила Кузнєцова, а потому рахунок зрівняла півзахисниця «Легенди» Ірина Бондаренко. У серії післяматчевих пенальті особливо відзначилась воротарка чернігівської команди Надія Баранова, яка не пропустила жодного м'яча й відбила 3 удари (ще один пролетів повз ворота). У складі «Легенди» пенальті реалізували Жданова та Лишафай, схибили Мільчевська (стійка) та Ігнатович (поперечина). Здобувши в серії одинадцятиметрових ударів перемогу з рахунком 2:0, українська команда стала володарем Відкритого Кубка Італії, а Надію Баранову визнали найкращою воротаркою турніру. Перемога в «Італійському Кубку» стала для «Легенди» найвагомішим досягненням на міжнародному рівні й залишається найвизначнішим успіхом жіночого клубного футболу України загалом.
У серпні 2006 року на чернігівських стадіонах імені Юрія Гагаріна та «Текстильник» відбулися матчі кваліфікаційного раунду Кубка УЄФА. До однієї групи з «Легендою» потрапили ізраїльський «Маккабі» (Холон), який уже гостював у Чернігові 2003 року, грецький ПАОК і кіпрський АЕК «Коккінохоріон» (Фамагуста). Розгромивши по черзі кіпріоток (4:0 — своєрідний успіх для гостей, які у своїй попередній зустрічі у єврокубках із представницями України програли харківському «Арсеналу» з рахунком 0:20), грекинь (5:0) та ізраїльтянок (3:0), чернігівки впевнено посіли 1-ше місце та пройшли до наступної стадії. Проте візит до Норвегії, де були зіграні матчі групового етапу, виявився для «Легенди» невдалим — поразки від дворазового володаря Кубка УЄФА, шведського «Умео» (0:2) та від господарів поля, норвезького «Колботна» (1:2) і несподіваний розгром із рахунком 0:5 у матчі проти жіночої команди «Еспаньйолу» (Барселона), яка за своїм рівнем аж ніяк не належала до фаворитів. Програвши всі три матчі групового етапу, «Легенда» посіла останнє місце в групі та припинила виступи у єврокубках. Втім, оскільки тодішній груповий турнір Кубка УЄФА складався лише з 4 груп, чернігівська команда втретє у своїй історії опинилася серед 16 найкращих команд Європи, а в рейтингу УЄФА посіла 15-те місце.

### Нетривалий спад і повернення на вершину (2007—2011)

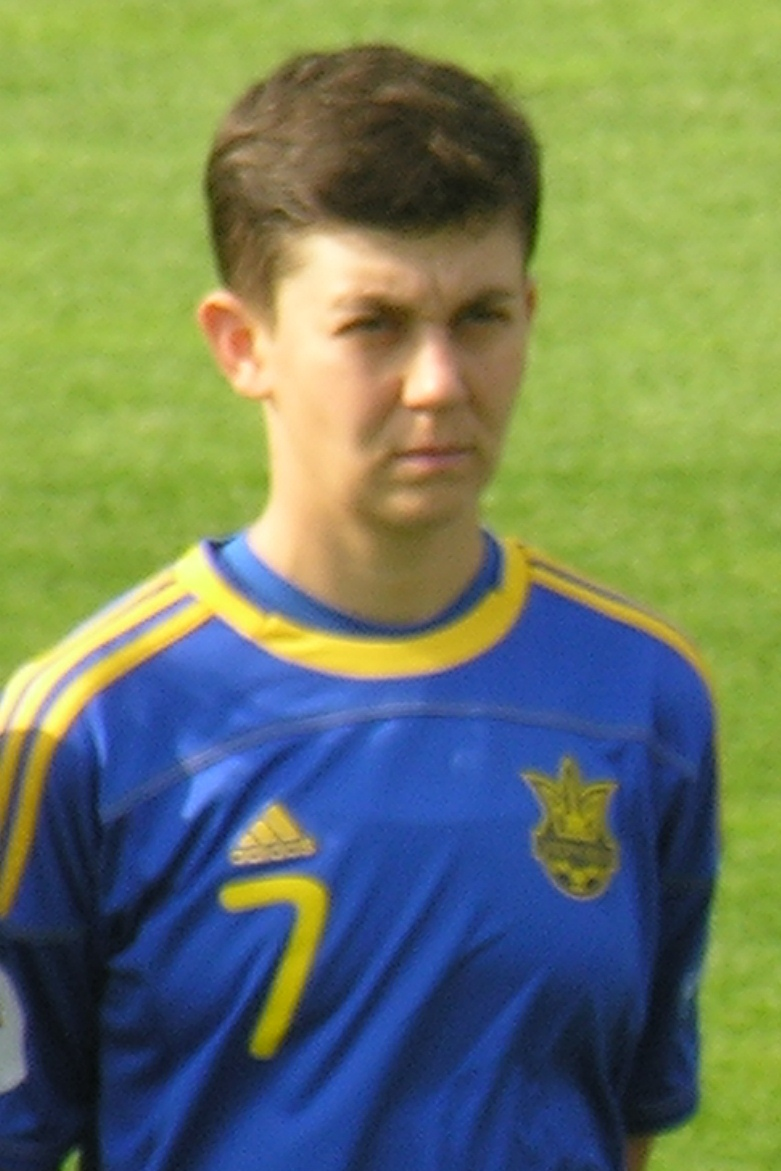
Олена Ходирєва — лідерка команди впродовж багатьох сезонів, друга в історії «Легенди» за кількістю забитих м'ячів (107)

У сезоні 2007 року замість Сергія Умена, який перейшов працювати тренером воротарів до російського клубу «Росіянка», новим головним тренером «Легенди» став Володимир Жилін. Команда втратила кількох важливих футболісток, зокрема до російської «Зірки» перейшли Надія Баранова та Алла Лишафай. Водночас коштів для підсилення складу й навіть на проведення повноцінних навчально-тренувальних зборів клуб не мав. У чемпіонаті України після завершення попереднього етапу «Легенда» перебувала на 2-му місці, поступаючись лише новому лідеру, калуському «Нафтохіміку», і суттєво випереджаючи харківський «Житлобуд-1». Проте на фінальному етапі команда вкотре розгубила всю перевагу над переслідувачем і в підсумку фінішувала на 3-му місці, поступившись не лише чемпіону — «Нафтохіміку», але й харків'янкам. Після останнього матчу чемпіонату Жилін пішов у відставку. Під керівництвом Валерія Третьякова, якому доручили виконання обов'язків головного тренера, команда вийшла на фінальну гру Кубка України, у якій програла «Житлобуду-1» із рахунком 4:5, пропустивши вирішальний гол на останніх хвилинах.
2008 року команду на посаді головного тренера очолив Сергій Сапронов — легендарний футболіст чернігівської «Десни», її рекордсмен за кількістю зіграних матчів. Його помічницею стала Наталія Ігнатович, яка завершила кар'єру футболістки, відігравши за «Легенду» рекордну кількість матчів — 279. Замість лідерок, що залишили «Легенду» останніми роками, клуб запрошував талановитих футболісток, як-от нападницю Ольгу Бойченко та воротарку Катерину Самсон. Поступово в Чернігові формувалася команда, здатна знову позмагатися за найвищі місця. У сезоні 2008 року «Легенда» повернула собі статус однієї з двох найсильніших команд України, проте все ще поступалася «Житлобуду-1». У чемпіонаті команда посіла 2-ге місце, а у фіналі Кубка України програла харків'янкам із рахунком 1:2. Також «Легенда» стала срібним призером Зимової першості, під час розіграшу якої, зокрема, перемогла луганську «Зорю» з рекордним для себе рахунком 26:0. 2008 року вперше проводилося опитування для визначення найкращої футболістки України, перемогу в якому здобула вихованка чернігівської команди Надія Баранова.

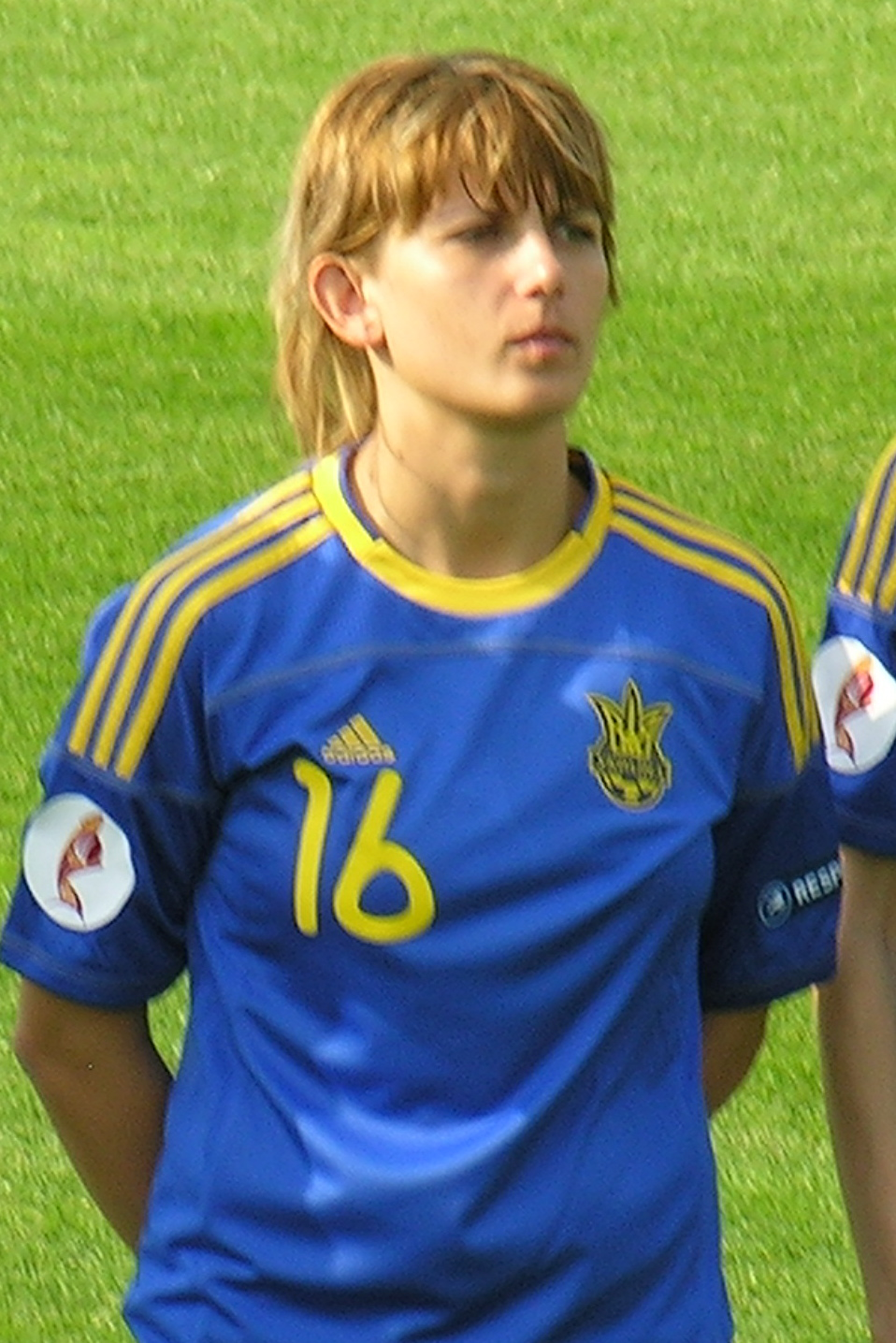
Алла Лишафай — одна з найкращих вихованок «Легенди», учасниця Євро-2009 та фіналістка Ліги чемпіонів

З 2008 року домашньою ареною збірної України, у складі якої грали переважно вихованки «Легенди», став чернігівський стадіон імені Юрія Гагаріна. 30 жовтня 2008 року в Чернігові відбувся матч-відповідь плей-оф за вихід на Євро-2009, у якому збірна України перемогла Словенію та вперше у своїй історії отримала право на участь у фінальній частині чемпіонату Європи.
Перед стартом сезону 2009 року «Легенда» значно підсилилася. Повернулася до Чернігова та знову отримала капітанську пов'язку Олена Ходирєва. Також команду поповнили кілька провідних футболісток «Нафтохіміка», що припинив існування, зокрема флангова півзахисниця Ольга Маслянко та нападниця Оксана Яковишин. У чемпіонаті «Легенда» впевнено лідирувала. Розгромивши в матчі другого кола «Житлобуд-1» із рахунком 3:0 (відзначились Маслянко та двічі — Яковишин), чернігівська команда фактично забезпечила собі титул чемпіона України й офіційно оформила його за 2 тури до завершення сезону. Повернула собі «Легенда» й Кубок України, обігравши «Житлобуд-1» у фінальному матчі (єдиний м'яч у додатковий час забила Ходирєва).
У серпні 2009 року 4 футболістки «Легенди» — Катерина Самсон, Олена Ходирєва, Ольга Бойченко та Оксана Яковишин, вирушили у складі збірної України до Фінляндії для участі в чемпіонаті Європи. На груповому етапі Україна обіграла господарів поля, Фінляндію, і поступилася Данії та Нідерландам, посівши в результаті останнє, 4-те місце в одній із трьох груп. З урахуванням набраних очок збірна України стала 10-ю командою Європи, що стало для неї найвищим досягненням в історії. У всіх матчах Євро-2009 зіграли 3 футболістки «Легенди» (Ходирєва, Яковишин і Бойченко), також у стартовому складі на поле виходили 8 її вихованок, що представляли інші клуби (Надія Баранова, Ірина Зварич, Алла Лишафай, Тетяна Чорна, Людмила Пекур, Наталія Зінченко, Віра Дятел і Дарина Апанащенко).
2009 рік ознаменувався ще одним значним успіхом вихованок «Легенди» — 6 із них (Баранова, Лишафай, Зінченко, Дятел, Апанащенко та Ходирєва) стали фіналістками Ліги чемпіонів сезону 2008/09 у складі російської «Зірки» (Перм). П'ятеро колишніх «легендівок» зіграли в обох фінальних матчах головного європейського футбольного турніру серед жіночих команд, де поступилися німецькому «Дуйсбургу» (0:6, 1:1). Про вагомий вплив вихованок чернігівського футболу в провідних клубах тогочасної Росії свідчить список 33 найкращих футболісток російського чемпіонату за підсумками сезону 2009 року, до якого внесли 8 колишніх гравчинь «Легенди».
| \| Поз. \| Футболістка \| Матчі \| Голи \| \| ---- \| ------------------ \| ----- \| ---- \| \| ПЗ \| Юлія Гнидюк \| 11 \| 5 \| \| ЗХ \| Оксана Яковишин \| 11 \| 8 \| \| ВР \| Катерина Самсон \| 10 \| 0 \| \| НП \| Олена Ходирєва \| 10 \| 8 \| \| ПЗ \| Ольга Мелконянц \| 10 \| 1 \| \| ПЗ \| Олександра Романів \| 10 \| 0 \| \| ПЗ \| Олена Фесюк \| 10 \| 0 \| \| ПЗ \| Дарія Мільчевська \| 10 \| 0 \| \| НП \| Ольга Бойченко \| 10 \| 7 \| \| ЗХ \| Наталія Жданова \| 9 \| 0 \| \| НП \| Тетяна Чуланова \| 9 \| 0 \| \| НП \| Віра Станкевич \| 8 \| 0 \| \| ПЗ \| Ольга Маслянко \| 8 \| 1 \| \| ПЗ \| Світлана Ванюшкіна \| 8 \| 1 \| \| ЗХ \| Вікторія Крилова \| 8 \| 0 \| \| ПЗ \| Христина Єрьоменко \| 8 \| 0 \| \| ВР \| Ірина Санець \| 6 \| 0 \| \| НП \| Юлія Корнієвець \| 6 \| 9 \| \| ЗХ \| Мар'яна Іванишин \| 6 \| 0 \| \| ПЗ \| Любов Шматко \| 4 \| 1 \| \| ПЗ \| Інна Томилко \| 2 \| 0 \| |                    |       |      |
| Поз. | Футболістка        | Матчі | Голи |
| ПЗ | Юлія Гнидюк        | 11    | 5    |
| ЗХ | Оксана Яковишин    | 11    | 8    |
| ВР | Катерина Самсон    | 10    | 0    |
| НП | Олена Ходирєва     | 10    | 8    |
| ПЗ | Ольга Мелконянц    | 10    | 1    |
| ПЗ | Олександра Романів | 10    | 0    |
| ПЗ | Олена Фесюк        | 10    | 0    |
| ПЗ | Дарія Мільчевська  | 10    | 0    |
| НП | Ольга Бойченко     | 10    | 7    |
| ЗХ | Наталія Жданова    | 9     | 0    |
| НП | Тетяна Чуланова    | 9     | 0    |
| НП | Віра Станкевич     | 8     | 0    |
| ПЗ | Ольга Маслянко     | 8     | 1    |
| ПЗ | Світлана Ванюшкіна | 8     | 1    |
| ЗХ | Вікторія Крилова   | 8     | 0    |
| ПЗ | Христина Єрьоменко | 8     | 0    |
| ВР | Ірина Санець       | 6     | 0    |
| НП | Юлія Корнієвець    | 6     | 9    |
| ЗХ | Мар'яна Іванишин   | 6     | 0    |
| ПЗ | Любов Шматко       | 4     | 1    |
| ПЗ | Інна Томилко       | 2     | 0    |

У сезоні 2010 року клуб здійснив низку потужних трансферів — до «Легенди» повернулися лідерки попередніх років, футболістки збірної України Людмила Лемешко, Алла Лишафай та Юлія Ващенко (Карпенкова). З «Житлобуда-1» до Чернігова переїхала досвідчена нападниця Галина Михайленко, відома своїми виступами за команди Донецька та Харкова. У результаті склад команди виявився настільки сильним, що її успіху в національній першості не завадила навіть неочікувана втрата посеред сезону Ходирєвої та Бойченко, які, попри наявність чинних контрактів, вирішили перейти до пермської «Зірки». За підсумками сезону «Легенда» другий рік поспіль випередила «Житлобуд-1» і вшосте стала чемпіоном України — на ті часи це був рекорд за кількістю чемпіонських титулів. У Кубку України команда вкотре досягла фіналу, проте програла «Житлобуду-1» із рахунком 2:3. Як чемпіон України попереднього сезону «Легенда» взяла участь у Лізі чемпіонів, розпочавши турнір одразу зі стадії 1/16 фіналу. Суперником чернігівок став російський клуб «Росіянка» (Красноармійськ), за який виступали колишні «легендівки» Зварич і Чорна. Напередодні єврокубків «Легенда» додатково підсилилася учасницею Євро-2009, півзахисницею Наталією Сухоруковою з польського «Медика». Перша гра проходила в Чернігові. «Легенда» вдало розпочала матч, відкривши рахунок на 32-й хвилині, проте впродовж другого тайму росіянки забили тричі та перемогли. Виїзд до Росії на матч-відповідь завершився розгромом чернігівської команди з рахунком 0:4.
| \| Поз. \| Футболістка \| Матчі \| Голи \| \| ------- \| ------------------------- \| ----- \| ---- \| \| ПЗ \| Юлія Гнидюк \| 12 \| 3 \| \| ПЗ \| Ольга Мелконянц \| 12 \| 11 \| \| НП \| Юлія Корнієвець \| 12 \| 14 \| \| ЗХ \| Оксана Яковишин \| 12 \| 15 \| \| ЗХ \| Наталія Жданова \| 11 \| 3 \| \| ПЗ \| Людмила Лемешко \| 11 \| 2 \| \| ПЗ / НП \| Алла Лишафай \| 11 \| 3 \| \| ПЗ \| Христина Єрьоменко \| 11 \| 0 \| \| ВР \| Катерина Самсон \| 10 \| 0 \| \| ЗХ \| Юлія Ващенко (Карпенкова) \| 10 \| 2 \| \| ПЗ \| Ольга Маслянко \| 9 \| 4 \| \| ПЗ \| Любов Шматко \| 8 \| 1 \| \| ЗХ \| Мар'яна Іванишин \| 8 \| 1 \| \| ВР \| Ірина Санець \| 7 \| 0 \| \| НП \| Віра Станкевич \| 5 \| 1 \| \| НП \| Олена Ходирєва \| 4 \| 2 \| \| НП \| Галина Михайленко \| 4 \| 1 \| \| ЗХ \| Вікторія Крилова \| 4 \| 2 \| \| НП \| Ольга Бойченко \| 4 \| 5 \| \| НП \| Тетяна Чуланова \| 1 \| 0 \| |                           |       |      |
| Поз. | Футболістка               | Матчі | Голи |
| ПЗ | Юлія Гнидюк               | 12    | 3    |
| ПЗ | Ольга Мелконянц           | 12    | 11   |
| НП | Юлія Корнієвець           | 12    | 14   |
| ЗХ | Оксана Яковишин           | 12    | 15   |
| ЗХ | Наталія Жданова           | 11    | 3    |
| ПЗ | Людмила Лемешко           | 11    | 2    |
| ПЗ / НП | Алла Лишафай              | 11    | 3    |
| ПЗ | Христина Єрьоменко        | 11    | 0    |
| ВР | Катерина Самсон           | 10    | 0    |
| ЗХ | Юлія Ващенко (Карпенкова) | 10    | 2    |
| ПЗ | Ольга Маслянко            | 9     | 4    |
| ПЗ | Любов Шматко              | 8     | 1    |
| ЗХ | Мар'яна Іванишин          | 8     | 1    |
| ВР | Ірина Санець              | 7     | 0    |
| НП | Віра Станкевич            | 5     | 1    |
| НП | Олена Ходирєва            | 4     | 2    |
| НП | Галина Михайленко         | 4     | 1    |
| ЗХ | Вікторія Крилова          | 4     | 2    |
| НП | Ольга Бойченко            | 4     | 5    |
| НП | Тетяна Чуланова           | 1     | 0    |

У сезоні 2011 року команда втратила кількох досвідчених футболісток — Лемешко, Лишафай та Яковишин перейшли до російських клубів, Крилова на рік зупинила виступи у зв'язку з народженням дитини, а Михайленко завершила кар'єру. У травні «Легенда» побувала в Ірані, де зіграла два товариські матчі проти національної збірної цієї країни (4:2 та 2:2). Після повернення до України команда розпочала виступи в черговому розіграші чемпіонату та після завершення першого кола очолила турнірну таблицю, не пропустивши жодного м'яча. Під час перерви в чемпіонаті відбувся розіграш Кубка України, у якому «Легенда» вийшла до фіналу, де зустрілась із «Житлобудом-1». Основний і додатковий час матчу завершилися з рахунком 1:1, а в серії пенальті кращими виявилися харків'янки — 3:4. У серпні «Легенда» вирушила на Кіпр, де взяла участь у кваліфікаційному раунді Ліги чемпіонів. Чернігівки обіграли вельський «Свонсі Сіті» (2:0) та люксембурзький «Прогрес» (8:0, рекордна перемога «Легенди» у єврокубках), однак програли з рахунком 1:2 кіпрському «Аполлону» — цього разу острівну країну представляла значно сильніша команда, у складі якої виступало 8 футболісток збірної Румунії та найкраща бомбардирка збірної Болгарії. У підсумку чернігівська команда посіла 2-ге місце у своїй групі та припинила виступи в Лізі чемпіонів. У другому колі чемпіонату «Легенда» поступилася з рахунком 1:2 у важливому матчі проти «Житлобуда-1» і в результаті програла йому боротьбу за чемпіонство, закінчивши сезон на 2-му місці. Найкращою бомбардиркою чемпіонату України стала нападниця чернігівської команди Юлія Корнієвець, яка забила 18 м'ячів.
Здобувши в період із 1992 по 2011 роки 6 чемпіонських титулів і 4 національні Кубки, «Легенда» стала найтитулованішим жіночим футбольним клубом України за підсумками перших двох десятиліть після відновлення незалежності.

### Втрата лідерського статусу та зникнення (2012—2018)

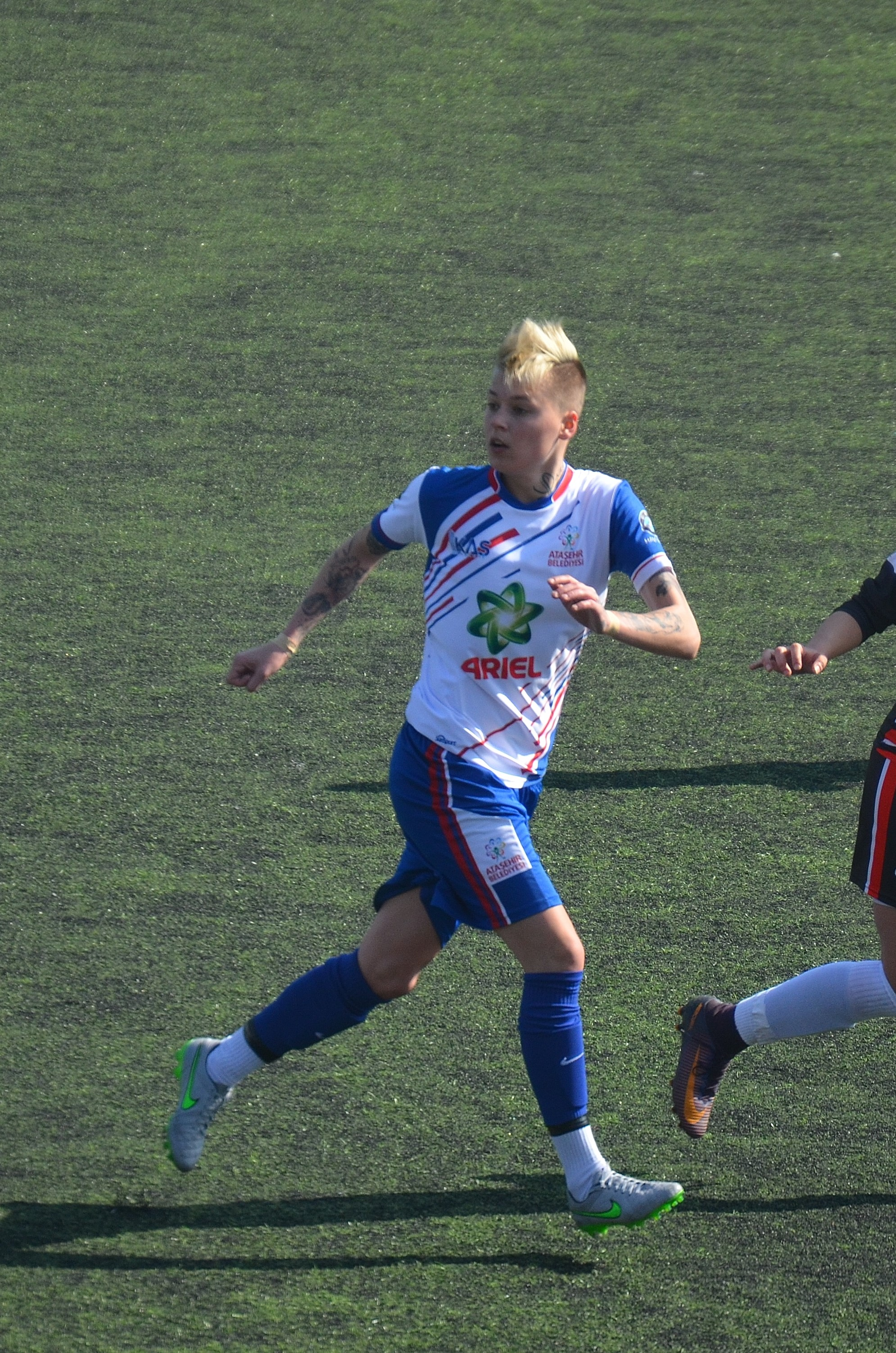
Тетяна Козиренко — найкраща молода футболістка України 2012 року, авторка найшвидшого голу «Легенди» (35-та секунда)

2012 року рівень команди значно знизився внаслідок чергової втрати ряду футболісток основного складу — її залишили, зокрема, Юлія Ващенко (Карпенкова), Катерина Самсон, Наталія Сухорукова та найкраща бомбардирка в історії клубу Юлія Корнієвець. Через відсутність належного фінансування запрошувати в команду довелося переважно малодосвідчених вихованок клубної академії. Невдовзі після старту сезону Сергія Сапронова на посаді головного тренера замінив один із його помічників, Володимир Кулик. У результаті «Легенда» опинилась поміж «середняків» та вперше після 1996 року залишилась без медалей, посівши 4-те місце серед 8 учасників чемпіонату України. У Кубку України команда вперше за останні 15 років не потрапила до фіналу, зупинившись на стадії 1/4. Уперше за часів незалежної України жодної представниці «Легенди» не викликали до національної збірної.
У лютому 2013 року «Легенда» вдруге стала переможцем Зимової першості України, обігравши «Житлобуд-1» у півфіналі (1:0) та «Донеччанку» — у фінальному матчі (0:0, за пенальті — 4:3). У чемпіонаті України чернігівська команда повернула собі статус одного з лідерів, проте значно поступалась «Житлобуду» й фінішувала 2-ю. У Кубку України «Легенда» вийшла у фінал, де програла «Житлобуду-1» із рахунком 0:3.

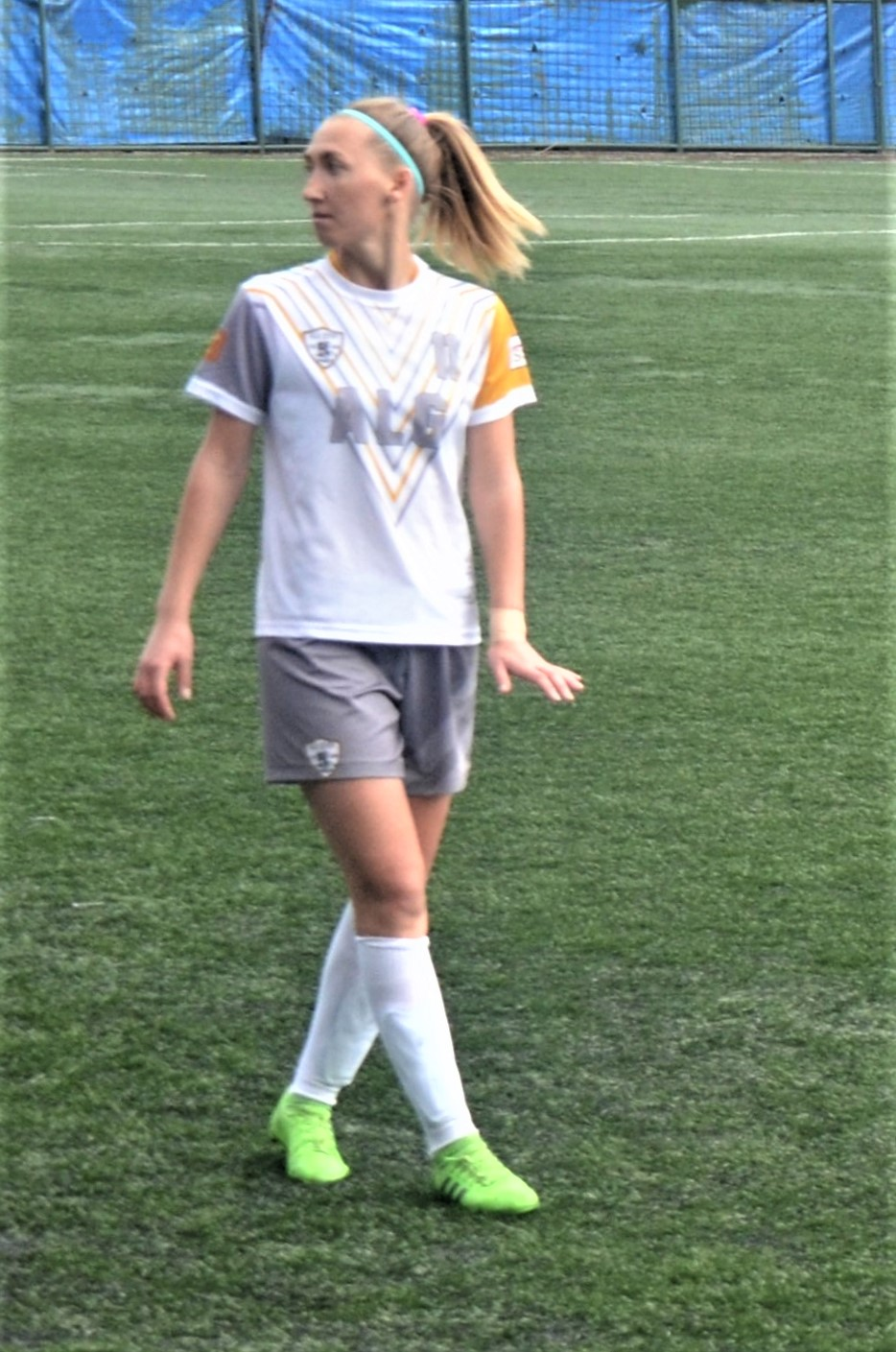
Людмила Шматко — найкраща бомбардирка «Легенди» в сезоні 2017 року

2014 року на посаду головного тренера «Легенди» повернувся Сергій Сапронов. У сезоні 2014 року за чемпіонський титул боролися вже 2 харківські команди — «Житлобуд-1» і «Житлобуд-2», а «Легенда» посіла місце, яке фактично було для неї тоді максимально можливим — 3-тє. Ще до завершення сезону Сапронов залишив команду й в останніх кількох матчах обов'язки головного тренера тимчасово виконував Юрій Грузнов. У Кубку України «Легенда» другий рік поспіль вийшла до фіналу, де програла «Житлобуду-1» із рахунком 2:4.
У сезоні 2015 року команду знову очолив Володимир Кулик. Фаворитом чемпіонату України був «Житлобуд-1», а «Легенда» змагалася з «Житлобудом-2» за срібні медалі. Чернігівська команда розпочала сезон із 5 перемог поспіль, обігравши, зокрема головного конкурента, й завершила перше коло на 2-й позиції. Після поразки від «Житлобуда-2» у другій половині чемпіонату «Легенда» тимчасово перемістилася на 3-тє місце, проте надалі виграла всі матчі національної першості, зокрема зустріч останнього туру проти «Житлобуда-1», що вже забезпечив собі золоті медалі, та здобула свій 10-й титул віце-чемпіона України. Натомість у фіналі Кубка України чернігівки розгромно програли «Житлобуду-1» із рахунком 0:4. Вперше після 4-річної перерви до збірної України викликали футболісток «Легенди» — Тетяну Козиренко та Ірину Кочнєву.

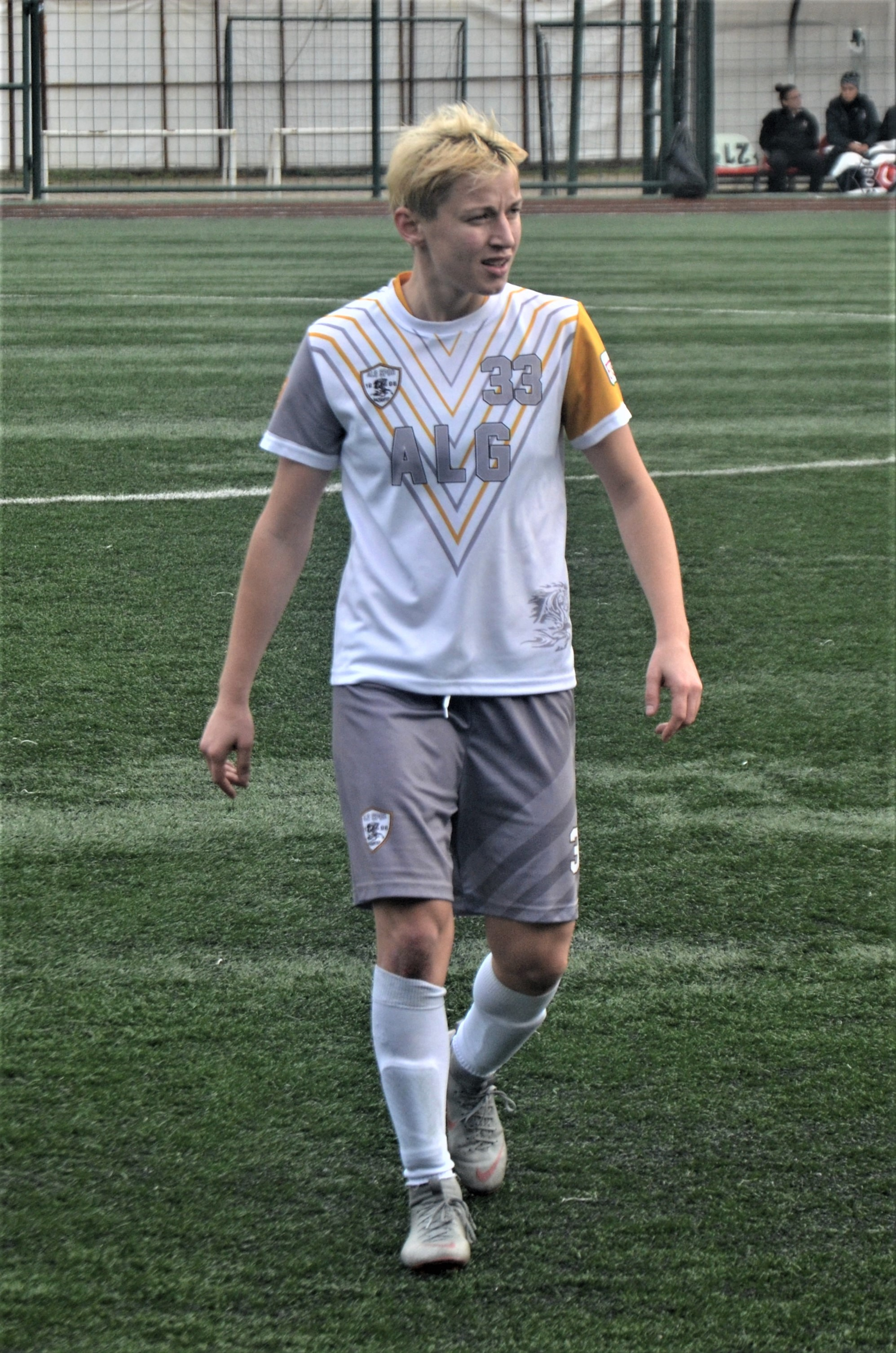
Натія Панцулая — остання представниця «Легенди» у збірній України

У сезоні 2016 року боротьбу за чемпіонство вели обидва харківські «Житлобуди» (володарем титулу вперше став «Житлобуд-2»). «Легенда», зі свого боку, переважала всі інші команди й завоювала «бронзу». Найкращою бомбардиркою Вищої ліги стала нападниця «Легенди» та збірної України Таміла Хімич, яка відзначилась у воротах суперників 16 разів. У Кубку України чернігівська команда вчетверте поспіль досягла фіналу, де поступилася «Житлобуду-1» із рахунком 1:4.
У зв'язку із запланованим переведенням чемпіонату України серед жінок на систему «осінь-весна» сезон Вищої ліги 2017 року розігрувався в одне коло впродовж першого півріччя, а Кубок України не проводився. За підсумками перехідного чемпіонату «Легенда» вдруге поспіль посіла 3-тє місце.
У другій половині 2010-х років у жіночому футболі України остаточно утвердилася гегемонія двох харківських команд, які значно переважали всіх інших за класом футболісток і рівнем фінансового забезпечення. За підсумками сезону 2017/18 «Легенда» втретє поспіль стала бронзовим призером чемпіонату України. Найкращою бомбардиркою команди в лізі стала нападниця Марія Михайлюк, яка забила 18 м'ячів, 9 із яких — у матчі проти київського «Атекса» (17:0). Також чернігівки виграли срібні медалі Зимової першості України, поступившись у фіналі «Житлобуду-2» (0:0, за пенальті — 5:6). У Кубку України «Легенда» вп'яте поспіль вийшла до фіналу, де зазнала найрозгромнішої поразки у своїй історії — 0:8 від «Житлобуда-1». Цей матч став для чернігівської команди останнім — після завершення сезону вона припинила існування через фінансові проблеми. На той час це був єдиний український жіночий футбольний клуб, що безперервно виступав у регулярних змаганнях починаючи з першого розіграшу чемпіонату СРСР 1989 року. «Легенда» залишається одним із найтитулованіших клубів у історії жіночого футболу України — за кількістю здобутих чемпіонських титулів і національних Кубків вона поступається лише «Житлобуду-1».

## Досягнення

### Національні
- Чемпіонат України
  -  Чемпіон (6): 2000, 2001, 2002, 2005, 2009, 2010
  -  Віце-чемпіон (10): 1997, 1998, 1999, 2003, 2004, 2006, 2008, 2011, 2013, 2015
  -  Бронзовий призер (6): 1992, 2007, 2014, 2016, 2017, 2017/18
- Кубок України
  -  Володар (4): 2001, 2002, 2005, 2009
  -  Фіналіст (14): 1998, 1999, 2003, 2004, 2006, 2007, 2008, 2010, 2011, 2013, 2014, 2015, 2016, 2017/18
- Зимова першість України
  -  Чемпіон (2): 2005, 2013
  -  Віце-чемпіон (3): 2006, 2008, 2018

### Міжнародні
- Відкритий Кубок Італії
  -  Володар: 2006
  -  Бронзовий призер: 2005

## Клуб

### Назви
- 1987—1988: СК «Полісся»
- 1988—1993: «Легенда»
- 1994—2003: «Легенда-Чексіл»[81][82][83]
- 2003—2008: «Легенда»
- 2009—2018: «Легенда-ШВСМ»[84]

### Символіка
Клуб не мав традиційних кольорів і впродовж своєї історії виступав у різнобарвних комплектах форми. 1990 року «Легенда» отримала першу емблему — літера «Л», стилізована у вигляді рулону тканини, футбольний м'яч і напис по колу «Футбольний клуб „Легенда“». На передматчевих програмках 1994—1995 років зустрічається клубна емблема із зображенням сирени з давньогрецької міфології. Пізніше була затверджена нова емблема клубу, виконана в чорно-білих кольорах. У середині кола розміщувалися літера «Л» і футбольний м'яч, по колу — напис латинкою «FC „Legenda“ Chernihiv».

### Спонсори та керівництво
Засновник і перший спонсор команди — Чернігівський камвольно-суконний комбінат, згодом перейменований на КСК «Чексіл». 1990 року «Легенда» першою серед жіночих команд СРСР отримала статус професіонального (за тодішньою термінологією — «госпрозрахункового») футбольного клубу. Головою, а з 1991 року — першим президентом «Легенди» став Андрій Янчук. Попри високі результати клубу його матеріальна складова значно поступалася спортивній, і фінансові складнощі виникали регулярно, навіть під час чемпіонських сезонів. 1995 року «Легенда» ледь не припинила існування, однак команду тоді вдалося врятувати спільними зусиллями нового генерального директора клубу Володимира Магеррамова, керівництва концерну «Чексіл» і чернігівського підприємця Олександра Атрощенка. 2003 року сталася нова фінансова криза через відмову КСК «Чексіл» від подальшої підтримки клубу. До фінансування «Легенди» долучилися міська та обласна влада, а Володимир Магеррамов обійняв посаду президента клубу. Втім, як і раніше, рівень фінансового забезпечення лишався недостатнім. До того ж навіть попри високий рівень власної академії «Легенда» не мала змоги існувати завдяки трансферам своїх вихованок, оскільки вони зазвичай погоджувалися лише на короткострокові контракти з клубом та надалі залишали його, як вільні агентки. У результаті від переходів своїх футболісток до інших клубів «Легенда» отримувала лише незначну компенсацію за їх виховання. З 2009 року базовим джерелом фінансування «Легенди» стала Чернігівська обласна школа вищої спортивної майстерності з ігрових видів спорту, а до її назви доєднався відповідний додаток «ШВСМ». Додатково команду підтримували Чернігівська міська рада, Чернігівська обласна державна адміністрація та Комунальне підприємство «Чернігівводоканал».
Президенти «Легенди»
| Президент            | Період    |
| -------------------- | --------- |
| → Андрій Янчук       | 1991—1995 |
| Володимир Магеррамов | 2003—2018 |

### Академія та молодіжна команда
Власні групи підготовки молодих футболісток з'явилися у «Легенди» впродовж перших років її існування. Завдяки системній і цілеспрямованій роботі клубу та дитячих тренерів чернігівська жіноча футбольна школа поступово досягла рівня, якого не було в жодному іншому місті України. У 1993—1995 роках футболістки молодіжної команди «Легенди» тричі поспіль ставали чемпіонками України серед молоді. У 1995—1996 роках юні «легендівки» брали участь у міжнародних турнірах, що проходили у столицях Норвегії та Фінляндії. 1997 року на базі чернігівської команди була утворена молодіжна збірна України, яку очолили тренери «Легенди» Михайло Ющенко та Микола Литвин. Майже 3/4 складу «молодіжки» тоді складали представниці чернігівської команди. 1998 року за домовленістю з Чернігівською обласною державною адміністрацією групи підготовки клубу перетворилися на обласну дитячо-юнацьку спортивну школу, в якій могли навчатися юні футболістки з усієї області (пізніше відома як СДЮШОР ФСО «Спартак»). Високий рівень випускниць академії дозволив «Легенді» стати найуспішнішою командою України 2000-х років — як на внутрішній арені, так і на міжнародному рівні. Серед вихованок клубної академії — гравчині збірної України, учасниці Євро-2009, найкращі футболістки України різних років (Чорна, Зварич і Пекур) та фіналістки Ліги чемпіонів (Лишафай та Зінченко).
Досягнення молодіжної команди «Легенди»
- Чемпіон України серед молоді (3): 1993, 1994, 1995

### Фарм-клуб
Після відновлення у 2013 році Першої ліги чемпіонату України серед жінок до складу її учасників увійшов «Спартак» (Чернігів) — фактично фарм-клуб «Легенди», за який виступали вихованки її спортивної школи. Футболістки, які проявили себе у фарм-клубі, надалі переходили до головної команди. 2016 року «Спартак» став переможцем Першої ліги та отримав право на підвищення у класі, однак у підсумку замість нього найвищий дивізіон поповнила інша команда з Чернігівської області — новостворена «Єдність» (Плиски), власник якої мав змогу забезпечити фінансування, необхідне для участі у Вищій лізі.

### Футзальна команда
Поряд із «великим» футболом у 1998—2005 роках футболістки «Легенди» паралельно виступали за команду «Фортуна» (Чернігів) у чемпіонаті України з футзалу. Турнір розігрувався за системою «осінь-весна» й участь у його зимовій частині слугувала для «легендівок» одним з етапів передсезонної підготовки. Крім футболісток «Легенди» за «Фортуну» грали також вихованки Городнянського спортивного інтернату. У 1999—2004 роках команда 6 сезонів поспіль здобувала срібні медалі чемпіонату України. 2004 року «Фортуна» стала фіналістом Кубка України. Після завершення сезону 2004/05 клуб вирішив припинити участь у змаганнях із футзалу, щоб футболістки мали змогу зосередилися на виступах за «Легенду».
Досягнення «Фортуни»
- Віце-чемпіон України (6): 1998/99, 1999/00, 2000/01, 2001/02, 2002/03, 2003/04
- Фіналіст Кубка України: 2004

## Стадіони та вболівальники

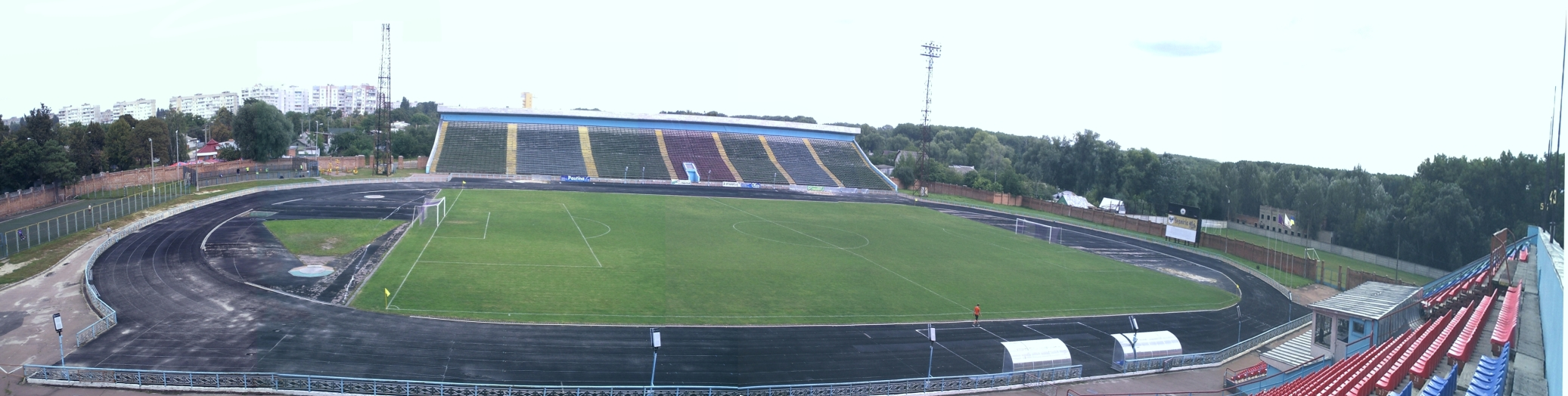
Стадіон імені Юрія Гагаріна

Домашні матчі «Легенда» проводила переважно на чернігівських стадіонах «Текстильник» та імені Юрія Гагаріна. Більшу частину історії клубу функцію основного домашнього стадіону виконував «Текстильник», який уміщав 2000 глядачів та належав Чернігівському камвольно-суконному комбінату — підприємству-засновнику «Легенди». У проектуванні стадіону брав активну участь Михайло Ющенко, перший головний тренер команди. Дебют «Легенди» в чемпіонаті СРСР відбувся 22 квітня 1989 року на головній арені Чернігівської області, стадіоні імені Юрія Гагаріна, у присутності 2100 глядачів. В історії Чернігова це був перший футбольний матч між командами найвищого дивізіону. Окремі матчі сезону 1990 року збирали в місті 2800—3000 вболівальників.
У чемпіонаті України команда грала домашні матчі переважно на «Текстильнику», який зазвичай відвідувало небагато глядачів — у сезоні 2010 року, зокрема, кількість уболівальників рідко сягала 250. Такий стан речей є типовим для українського жіночого футболу, який не набув у країні значної популярності. Водночас серед українських жіночих футбольних клубів чернігівський був одним із найпопулярніших, зокрема за підсумками 2015 року він вийшов у лідери за кількістю підписників у соціальних мережах. На деяких гостьових іграх «Легенду» підтримували фанати чернігівської «Десни».
У 2008 та 2010 команда провела по одній грі чемпіонату на стадіоні «Полісся» в Добрянці на запрошення президента однойменного клубу Івана Чауса — «Легенда» мала там значну підтримку вболівальників. Упродовж сезону 2017/18 через украй занедбаний стан «Текстильника» домашнім стадіоном команди стала «Чернігів-Арена», поле якої має штучне покриття. Окрім того, під час підготовки «Текстильника» до єврокубків одна гра чемпіонату 2003 року мала відбутися на «Хіміку», але суперник чернігівок — полтавський «Колос» — не з'явився на матч.

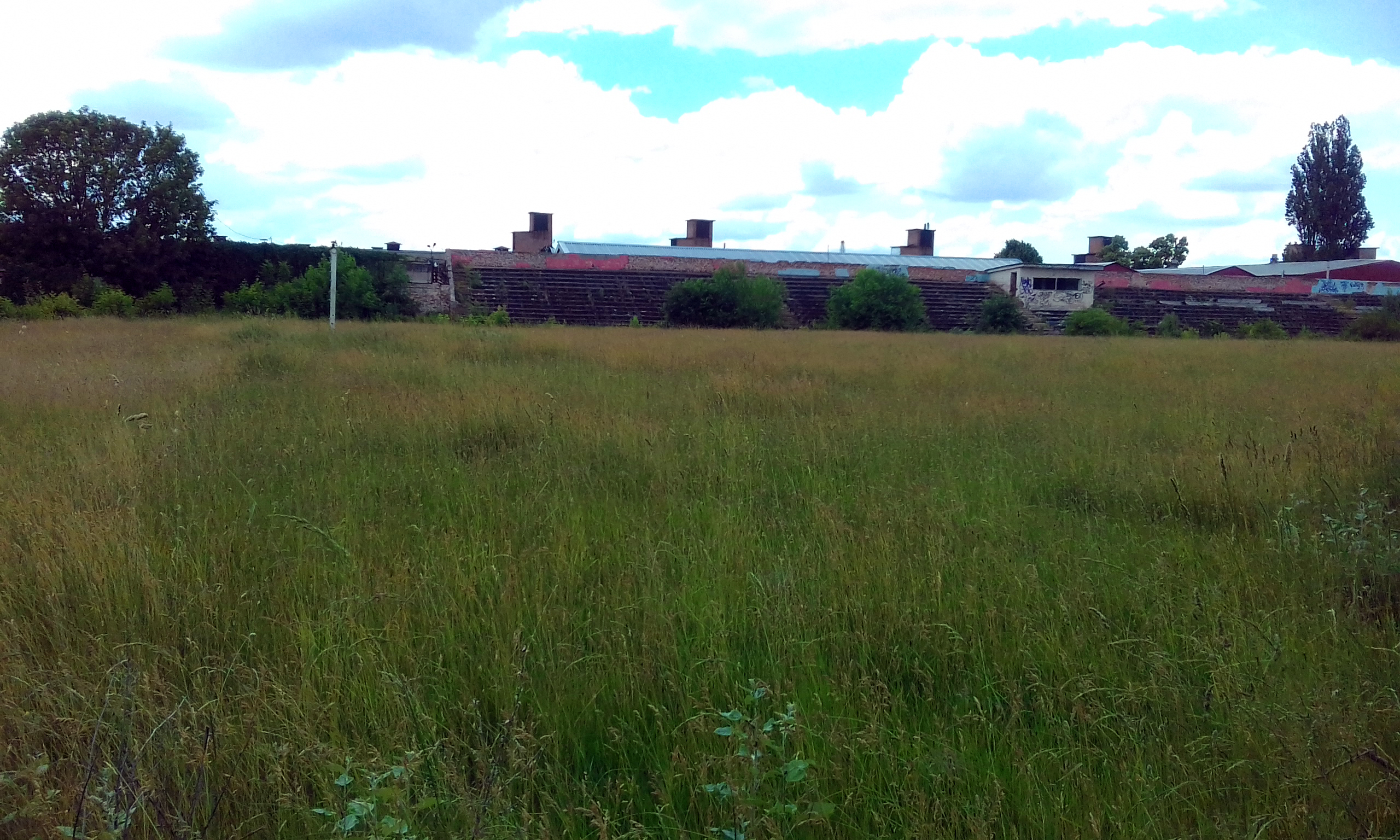
Стадіон «Текстильник». Світлина 2022 року

2003 року завдяки перемозі «Легенди» в чемпіонаті України Чернігів уперше прийняв єврокубки. Матчі групового етапу Кубка УЄФА на стадіоні «Текстильник» тоді відвідували в середньому по 600 уболівальників. Пік популярності «Легенди» в рідному місті припав на 2006 рік, коли команда грала матчі кваліфікаційного раунду Кубка УЄФА на стадіоні імені Гагаріна. Зокрема, зустріч 3-го туру проти ізраїльського «Маккабі» зібрала рекордні в історії клубу 6000 глядачів. Останню єврокубкову гру на головному стадіоні області — матч 1/16 фіналу Ліги чемпіонів проти «Росіянки», «Легенда» провела 2010 року.
З огляду на ключове значення Чернігова для розвитку жіночого футболу України в місті неодноразово проводилися матчі національної збірної. У 2008—2012 роках стадіон імені Юрія Гагаріна був домашньою ареною збірної України, яка 2008 року на його полі вперше у своїй історії виборола путівку на чемпіонат Європи. Переважну більшість тодішнього основного складу збірної становили вихованки «Легенди», зокрема уродженки Чернігова, які отримали нагоду представляти країну у своєму рідному місті.

### Відвідування
Відвідуваність домашніх матчів «Легенди» в чемпіонатах та кубках України (чорний колір), у всіх офіційних турнірах з урахуванням єврокубків (рожевий колір). Середня кількість глядачів на грі впродовж сезону:

## Головні тренери
Творець і перший головний тренер «Легенди» — Михайло Ющенко. Він очолював команду найдовше — протягом 12 років (з 1987 по 1998 рік) та провів із нею найбільшу кількість офіційних матчів (210). Йому ж належить перше вагоме досягнення «Легенди» — бронзові медалі чемпіонату України в сезоні 1992.
Першим тренером, який привів команду до виграшу трофея національного масштабу, став Сергій Умен (звання чемпіона України 2000 року). Під його керівництвом «Легенда» також оформила свій перший «золотий дубль» (2001) і вперше здобула міжнародний трофей — Відкритий Кубок Італії (2006). У підсумку Сергій Умен став найуспішнішим тренером «Легенди», який загалом виграв із командою 7 трофеїв — 3 титули чемпіона України, 2 Кубки України, 1 Зимову першість і Відкритий Кубок Італії. Йому ж належить клубний рекорд за кількістю «золотих дублів» — 2 з 4.
Деякі тренери «Легенди» свою діяльність у клубі поєднували з роботою в різних жіночих збірних. Микола Литвин, зокрема, протягом 2003 року одночасно обіймав посади головного тренера «Легенди» та національної збірної України. Сергій Умен у 2006 році тимчасово очолював збірну України у відбіркових матчах до чемпіонату світу. Михайло Ющенко у 1993—1994 роках входив до тренерського штабу збірної України, а у 1997—1998 роках перебував на посаді одного з двох тренерів молодіжної збірної України. Сергій Сапронов 2014 року працював одночасно головним тренером «Легенди» та дівочої збірної України (WU-15).
| Тренер                   | Період    |
| ------------------------ | --------- |
| Михайло Ющенко           | 1987—1998 |
| Микола Литвин            | 1997      |
| Анатолій Пісковець       | 1999      |
| Сергій Умен              | 1999—2001 |
| Микола Литвин            | 2002—2003 |
| Сергій Умен              | 2004—2006 |
| Анатолій Пісковець       | 2007      |
| Володимир Жилін          | 2007      |
| Валерій Третьяков (в.о.) | 2007      |
| Сергій Сапронов          | 2008—2012 |
| Володимир Кулик          | 2012—2013 |
| Сергій Сапронов          | 2014      |
| Юрій Грузнов (в.о.)      | 2014      |
| Володимир Кулик          | 2015—2018 |

## Виступи у єврокубках

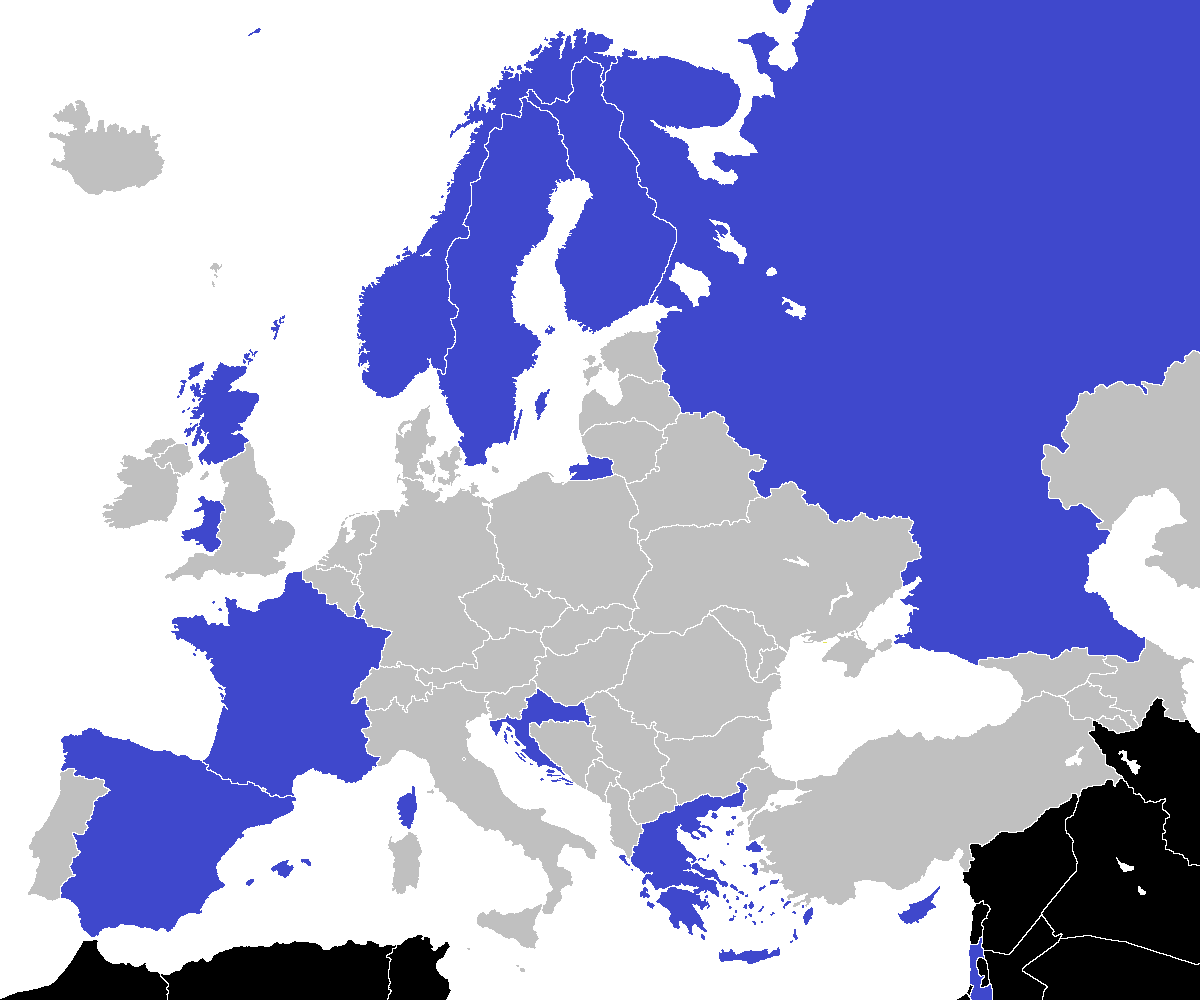
Мапа країн, з представниками яких «Легенда» грала у єврокубках

Як володар чемпіонського титулу 2000 року «Легенда» представляла Україну в дебютному розіграші Кубка УЄФА серед жінок — єдиного жіночого футбольного єврокубка, нинішньої Ліги чемпіонів. Загалом команда взяла участь у єврокубках 5 разів. Найкращими результатами команди на євроарені стали 2-гі місця на груповому етапі в сезонах 2001/02 та 2003/04. Тричі (сезони 2001/02, 2003/04 та 2006/07) «Легенда» входила до числа 16 найкращих команд Європи. Зокрема, за підсумками виступів у 2006 році команда з Чернігова посідала 15-те місце в рейтингу УЄФА.
Загальний результат виступів у єврокубках
| Турнір                      | І  | В | Н | П | ЗМ | ПМ | РМ  |
| --------------------------- | -- | - | - | - | -- | -- | --- |
| Кубок УЄФА / Ліга чемпіонів | 17 | 8 | 1 | 8 | 35 | 25 | +10 |

## Рекорди

### Командні рекорди
Найбільші перемоги
- Найбільша перемога в усіх змаганнях: 26:0 — проти «Зорі-Спартак» (Луганськ), Зимова першість України, сезон 2008, 27 лютого 2008 року[134]
- Найбільша перемога в чемпіонаті: 20:0 — вдома проти «Южанки» (Херсон), сезон 2005, 3 вересня 2005 року[135]
- Найбільша перемога в кубку: 13:0 — вдома проти «Янтарочки» (Новояворівськ), сезон 2015, 11 липня 2015 року
- Найбільша перемога в єврокубках: 8:0 — проти «Прогресу» (Люксембург), Ліга чемпіонів, сезон 2011/12, 13 серпня 2011 року[136]

Найбільші поразки
- Найбільша поразка в усіх змаганнях: 0:8 — проти «Житлобуда-1» (Харків), Кубок України, сезон 2017/18, 2 червня 2018 року[137]
- Найбільша поразка в чемпіонаті: 0:7 — на виїзді проти «Житлобуда-2» (Харків), сезон 2017/18, 13 травня 2018 року[137]
- Найбільша поразка в єврокубках: 0:5 — проти «Еспаньйолу» (Іспанія), Кубок УЄФА, сезон 2006/07, 17 вересня 2006 року[137]

### Рекорди футболісток
- Найбільша кількість голів у сезоні: 37 — Юлія Корнієвець, сезон 2005[138]
- Найбільша кількість голів у чемпіонаті за сезон: 34 — Юлія Корнієвець, сезон 2005[139]
- Найбільша кількість голів у одному матчі: 10 — Юлія Корнієвець, проти «Южанки» (Херсон), чемпіонат України, 3 вересня 2005 року[140]
- Найбільша кількість голів у єврокубках: 8 — Юлія Корнієвець
- Найшвидший гол: на 35-й секунді — Тетяна Козиренко, проти «Атекса» (Київ), чемпіонат України, 25 квітня 2013 року[68]

#### Рекордсменки за кількістю матчів
| №  | Ім'я                 | Період    | Загалом | Ліга | Кубок | Єврокубки |
| -- | -------------------- | --------- | ------- | ---- | ----- | --------- |
| 1  | Наталія Ігнатович    | 1987—2007 | 279     | 241  | 32    | 6         |
| 2  | Тетяна Федосова      | 1991—2004 | 212     | 175  | 31    | 6         |
| 3  | Дарія Мільчевська    | 1995—2009 | 211     | 173  | 27    | 11        |
| 4  | Людмила Лемешко      | 1993—2010 | 177     | 145  | 24    | 8         |
| 5  | Зоя Пархоменко       | 1988—1997 | 170     | 155  | 15    | 0         |
| 6  | Наталія Жданова      | 2001—2012 | 161     | 123  | 22    | 16        |
| 7  | Валентина Ступак     | 1991—2006 | 157     | 135  | 16    | 6         |
| 8  | Віра Кобилецька      | 1987—2000 | 155     | 139  | 16    | 0         |
| 9  | Параскевія Красножон | 1989—1998 | 153     | 137  | 16    | 0         |
| 10 | Вікторія Крилова     | 2002—2012 | 150     | 121  | 20    | 9         |

#### Найкращі бомбардирки
| № | Ім'я             | Період    | Загалом | Ліга | Кубок | Єврокубки |
| - | ---------------- | --------- | ------- | ---- | ----- | --------- |
| 1 | Юлія Корнієвець  | 2002—2011 | 148     | 126  | 14    | 8         |
| 2 | Олена Ходирєва   | 1998—2010 | 107     | 88   | 16    | 3         |
| 3 | Таміла Хімич     | 2011—2016 | 60      | 49   | 11    | 0         |
| 4 | Віра Кобилецька  | 1987—2000 | 57      | 52   | 5     | 0         |
| 4 | Марія Михайлюк   | 2014—2018 | 57      | 44   | 13    | 0         |
| 6 | Алла Лишафай     | 1998—2010 | 44      | 37   | 5     | 2         |
| 7 | Наталія Жданова  | 2001—2012 | 42      | 35   | 4     | 3         |
| 8 | Ольга Мелконянц  | 2007—2013 | 40      | 32   | 5     | 3         |
| 9 | Людмила Лемешко  | 1993—2010 | 31      | 26   | 4     | 1         |
| 9 | Вікторія Крилова | 2002—2012 | 31      | 28   | 2     | 1         |

## Відомі футболістки

### Найвизначніші футболістки, які грали за «Легенду»
До переліку внесені найвідоміші футболістки «Легенди» за версією автора книги з історії клубу Олександра Волощука, футболістки року в Україні та фіналістки Ліги чемпіонів.
| - Наталія Ігнатович (1987—2007) - Світлана Петько (1987—1991) - Наталія Авдонченко (1987—1991) - Надія Міщенко (1990—1995) - Наталія Зінченко (1992—1994) - Людмила Лемешко (1993—2010) - Вероніка Шульга (1994—1998) | - Людмила Пекур (1995—1998) - Тетяна Чорна (1995—2000) - Ірина Зварич (1997—2003) - Олена Ходирєва (1998—2010) - Алла Лишафай (1998—2010) - Юлія Ващенко (Карпенкова) (1999—2011) - Надія Баранова (1999—2006) | - Віра Дятел (2000—2003) - Галина Іванова (2001—2002) - Наталія Жданова (2001—2012) - Дарина Апанащенко (2001—2003) - Юлія Корнієвець (2002—2011) - Ольга Овдійчук (2011) |

### Учасниці чемпіонату Європи
| Рік  | Турнір           | Футболістки                                                   |
| ---- | ---------------- | ------------------------------------------------------------- |
| 2009 | Чемпіонат Європи | Оксана Яковишин Олена Ходирєва Ольга Бойченко Катерина Самсон |

### Найкращі футболістки «Легенди»
Опитування для визначення найкращої футболістки клубу в 1996—1999 роках проводилися редакцією газети концерну «Чексіл», 2002 року — газетою «Чернігівські відомості»:
| Рік  | Футболістка     |
| ---- | --------------- |
| 1996 | Людмила Лемешко |
| 1997 | Вероніка Шульга |
| 1998 | Вероніка Шульга |
| 1999 | Тетяна Чорна    |
| 2002 | Наталія Жданова |